# 과학사
과학사(科學史, 영어: history of science)는 자연과학과 사회과학 분야에서 과학의 발전과 과학적 지식(scientific knowledge)을 연구하는 학문이다. 20세기 이전에는 과학사의 범위가 물리학과 생물학에 국한되었으며, 서술 내용도 실패를 극복한 과학의 승리에 집중되었다. 또, 과학은 인간 문명 발전의 일면으로 묘사되기도 하였다. 최근에 들어서, 토머스 쿤이 제시한 포스트모더니즘 관점에서 과학사는 패러다임(이론 체계)을 완성하거나 순수 과학의 범주 외에서 지적, 문화적, 경제사회적 주제를 포함하는 다각적인 분야의 문제를 다루는 고차원적인 알력을 의미하고 있다. 과학사에 대한 새로운 접근이 서양세계 밖의 역사 서술로부터 시작되고 있기도 하다.
쿤에 의하면, 과학사란 각각의 새로운 패러다임이 이전 패러다임에 대한 부정과 과학적 선택에 의해 현재의 과학으로 전변되는 과정을 서술한 것이다. 사회과학의 역사는 그의 주장에 합치하는 매우 좋은 예라 할 수 있다.
과학은 자연 세계에 대해 탐구하는 경험적이고 이론적이며 실험적인 지식의 집합체로, 관찰, 실험, 축적경험에 의한 예측을 지지하는 과학적 방법을 이용하는 과학자에 의해 창출되는 것이다. 과학에서 객관적 지식과 인간의 산물이라는 양립적 상황은 인문학적 방법인 역사서술을 과학사 탐구에 이용하는 좋은 발판을 제공한다.
현대 과학의 기원을 추적하는 것은 이전 시기의 중요한 기록을 통해 가능할 것이다. 하지만, 최초의 과학사학자라 할 수 있는 윌리엄 휴얼은 19세기의 사람이다. 이 과학사학자 이전의 과학자들은 자신들 스스로를 과학사학자(과학철학자)라고 지칭하였다.
과학사 연구는 인류의 문명사 전체와 연관되어 있다. 선사시대의 인류학 고고학으로부터 철학사와 지성사,경제사회발전사에 이르기까지 밀접하게 관련되어 있다.과학사가 독자적 학문영역으로 발전된 것은 20세기초에 시작된 과학사학의 선구자들의 노력에 크게 힘입고 있다.
자연 세계의 경험적 조사가 고전 고대의 과학적 주제를 탐구하고, 중세에 과학적 방법이 발전하는 과정을 거치면서, 현대과학은 16세기에서 17세기에 걸쳐 유럽에서 일어난 과학 혁명에서 그 기원을 찾아 볼 수 있다.
과학적 방법은 자연을 전과학적 소재로 이해하여 탐구하는 현대 과학의 기본적 요소로 인식되고 있다. 전통적으로, 과학사학자들은 과학의 성공은 현대 과학의 위와 같은 속성을 과학적 성공의 중요한 요소로 평가해왔다.
수학은 과학이 아니므로 이 문서에서 수학의 역사를 언급하기는 부적절하다고 볼 수 있다. 그러나 대부분의 과학적 이론에는 어느 정도의 수학이 필요하므로, 수학사에 대한 최소한의 언급을 하기로 한다. 독자들은 수학의 일부가 과학이론에 적용되는 점은 사실이지만, 과학적 진리와 수학적 진리는 전혀 다르다는 점을 인식하고 이 문서를 읽기 바란다.

## 초기 문명
선사시대에서, 지식은 구전을 통해 세대 간에 전승되었다. 예를 들어, 농업을 위한 옥수수농경과 목축은 문자가 생기기 전인 약 9천년 전 남부 멕시코에서부터 지금까지 전해지고 있다. 유사한 사례로, 고고학적 증거는 문자 사회 도래 이전에 농경 지식이 생겨났음을 증명하고 있다.
문자의 개발은 지식의 세대 간 전승이 훨씬 정확하게 이루어지게 하였다. 식량 생산을 획기적으로 늘려준 농업의 발전과 더불어, 문자의 등장은 지식의 수명을 연장하였기 때문에 문명의 발전에도 기여하였다.
많은 고대의 문명은 간단한 관찰을 통해 체계적인 천문 정보를 얻었다. 고대인들이 항성과 행성의 물리적 구조에 대한 지식을 파악한 것은 아니었지만, 천문학적 원리에 대해 많은 이론적 설명이 제시되었다. 이 시기에 인간 생리학적 기본 지식이 알려졌으며, 연금술의 개발이 여러 문명권에서 시도 되었다. 또 장수를 위한 여러 가지 노력이 행해지 면서 수 많은 동식물군이 정리되었다.

### 고대근동의 과학

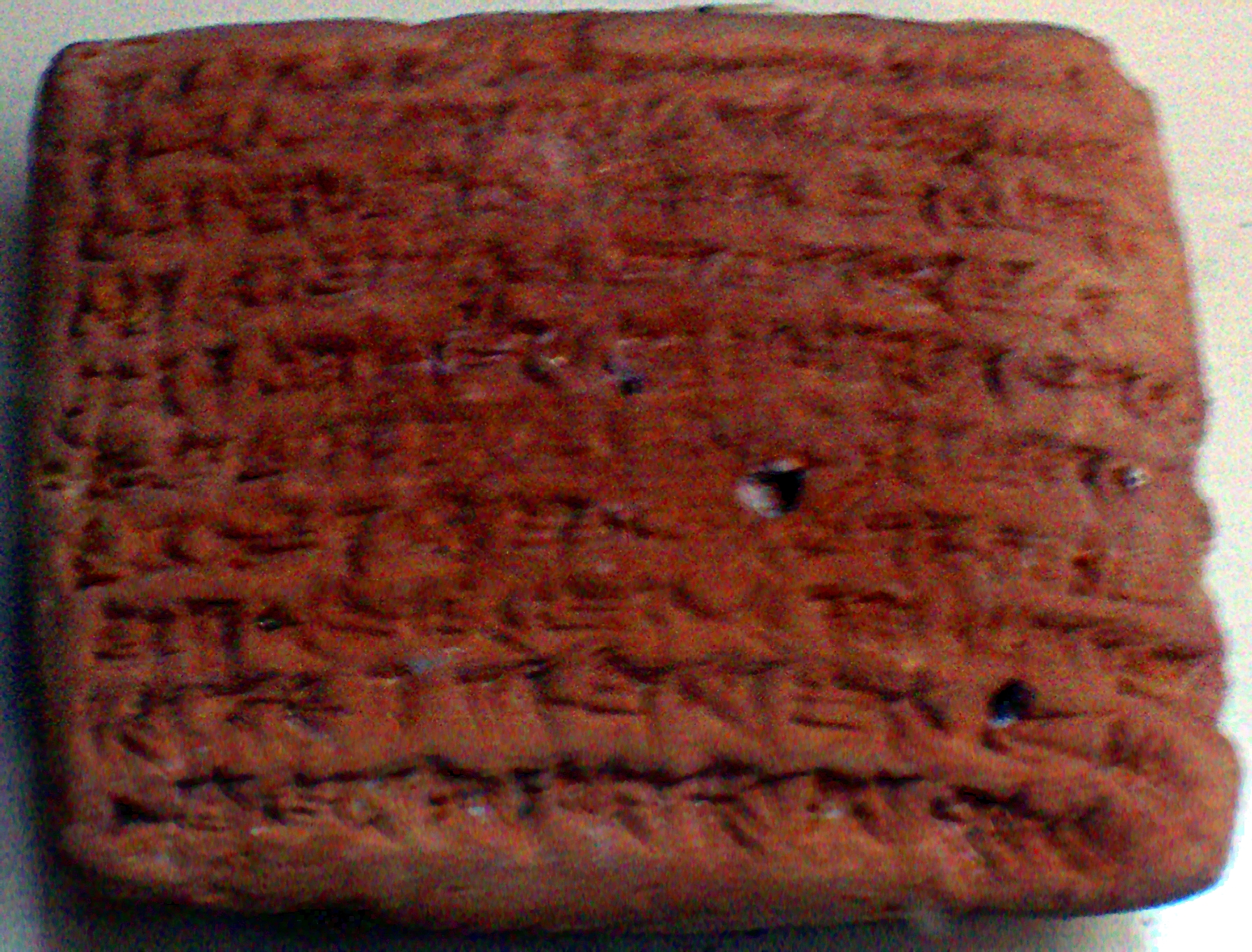
기원전 492년의 메소포타미아의 점토판. 기록은 천문학적인 내용을 담고있다.

고대 근동의 과학은 기원전 3500년 경부터 수메르(오늘날의 이라크)에서 시작되었다. 메소포타미아 인들은 자연 현상을 관찰한 막대한 양의 기록을 수량적 데이터로 남겼다. 그러나 그들의 관찰과 시도는 과학적 목적이라기 보다는 다른 목적으로 행해졌다. 이들은 피타고라스보다 훨씬 앞서 소위 피타고라스의 정리를 발견하여 기록으로 남겼다. 메소포타미아 문화권의 쐐기문자 기록중 하나인 ‘플림프턴 322(Plimpton 322)’에는 (3, 4, 5), (5, 12, 13)등과 같은 많은 수의 피타고라스 수가 기록되어 있다. 이 기록은 기원전 1900년대에 남겨진 것이며, 피타고라스보다는 약 천년 앞선 것이지만, 피타고라스가 도출한 공식에 대한 내용은 담고 있지 않다.
바빌로니아의 천문학자들은 여러 항성, 행성, 달의 움직임에 대한 방대한 양의 정보를 전문 필경사들을 통해 점토판에 기록하였다. 오늘날까지도, 매소포타미아 과학자들에 의해 작성된 천문 기록들은 서양세계에서 태양년과 음력으로 활용되고 있다. 그들이 남긴 기록들을 활용하는 과정에서 태양과 달의 일식과 월식, 달과 행성의 출현과 사라짐을 예측하는 방법이 자연히 개발되게 되었다. 바빌로니아의 천문학자들의 이름은 칼데아인인 키디누(Kidinnu)만이 알려져 있을 뿐이다. 키디누의 태양년에 대한 위업은 오늘날의 달력을 만드는 데도 영향을 미쳤다. 바빌로나아 천문학자들은 최초로 천문현상을 수학적으로 해석한 것으로 알려져 있다. 사학자 아보에(A. Aaboe)에 따르면, 메소포타미아 이후에 헬레니즘 문명, 인도, 이슬람, 서방 유럽 세계에서 나타난 상당수의 과학적 천문학은 근본적으로 메소포타미아의 천문학과 이것에서 파생된 과학에 기반을 두고 있다.
고대 이집트에서 천문학, 수학, 의학에서 많은 발전을 이루었다. 고대 이집트에서 매년 이어지는 나일강의 범람으로 인해 농경지의 소유관계를 정립하기 위한 측량술의 등장은 기하학의 발전으로 이어졌다. 3-4-5 직각삼각형을 비롯한 여러 이론들은 이집트의 건축물의 설계에 적용되었다. 또한 고대 이집트는 연금술 연구의 산실이었다.
스미스 파피루스는 현존하는 최초의 의학문서이며, 뇌를 의학적으로 분석한 최초의 문서로 여겨지고 있다. 현대 의학계에서는 이 문서로부터 오늘날의 ‘신경 과학’이 시작되었다고 보고 있다. 그러나, 고대 이집트 의학이 몇가지 업적을 남기기는 하였지만, 현대적인 관점에서 볼 때 비효율적이고, 의학적으로 불합치하는 측면을 갖고 있었다 . 의학역사학자들은 고대 이집트의 약리학이 매우 비효과적이라고 평하고 있다. 그럼에도 불구하고, 고대 이집트의 의학은 진찰, 진료, 치료, 예후(豫後)라는 임상의학의 기초를 마련한 것으로 평가받고 있다. 이 시기에 저술된 치병의 서(Ebers Papyrus)는 관찰에 의한 질병치료에 대한 내용을 담고 있다.

### 고대 서양(고대 그리스 문명권)의 과학
고대 서양의 과학이란 기원전 6~7세기경부터 시작된 자연 현상의 원인과 변화에 대한 독특한 논의들을 의미한다. 현대 과학의 몇몇 중요한 개념이나 물음의 형식 등이 이 시기부터 나타나게 된다. 우주의 모양이나 물질의 기원에 대한 탐구가 시작되며, 자연 현상의 변화나 질병의 원인을 자연 자체 속에서 찾아 논리적으로 답하려는 시도가 시작된다. 근대 이전의 역사 속 어느 곳에서도 이와 같은 시도가 고대 그리스 문명권에서와 같이 집요하게 계속되면서 후세에 영향을 남긴 경우는 극히 드물만큼, 고대 서양의 과학은 후대에 지대한 영향을 미쳤다.

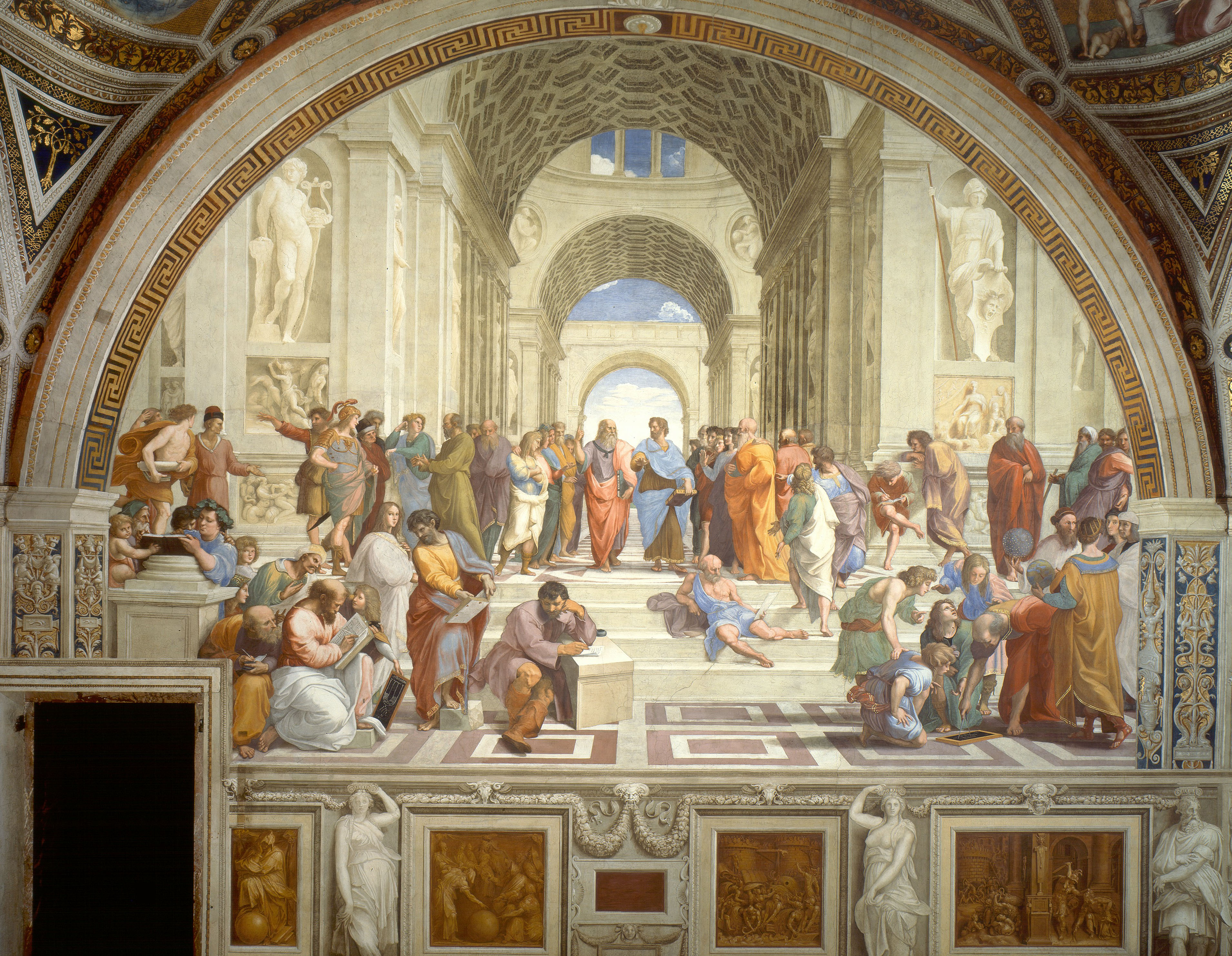
아테네 학당, 라파엘로 作.

고대 그리스 사회에서 자연세계를 탐구하는 일은 신뢰할 수 있는 달력을 제작하거나 질병을 치료하기 위한 것과 같이 구체적인 목적성을 띠고 행해졌으며, 이러한 연구는 ‘자연철학자’들에 의해 시작되었다. 고대 사회에서 처음으로 과학자라 불린 사람들은 자신들을 자연철학자라 자처하였으며, 자연철학자는 당대인들로부터 전문 의료 기술이나 전통의술을 따르는 의료인들로 인식되었다.
소크라테스 이전 철학자로 알려진 고대 그리스의 철학자들은 그리스 신화에 등장하는 “인간이 살고 있는 체계화된 우주가 어떻게 형성되었는가”라는 물음에 대한 답을 찾으려 노력하였다. 소크라테스 이전 철학자이면서 ‘과학의 아버지’로 불리는 탈레스는 자연현상의 설명을 위해 “모든 것은 물이다.”와 같은 최초로 초자연적이지 않은 설명을 제시하였다. 탈레스의 제자인 피타고라스는 피타고라스 학파를 형성하였다. 이 학파는 수학을 탐구했으며, 최초로 지구가 원형이라는 가설을 제안하였다. 레우키포스는 원자설을 주장하였다. 이 학설은 원자라는 나누어지지 않고, 소멸하지 않는 물질을 가정하고 있으며, 레우키포스의 제자 데모크리토스에 의해 정교화된다.
이후, 플라톤과 아리스토텔레스는 최초로 자연과학의 체계적인 토론을 진행하였다. 이 토론의 내용은 후대의 자연과학 탐구에 많은 영향을 미쳤다. 그들이 사용한 연역적 방법은 이후 과학에서 중요하고 유용한 도구로 이용되었다. 플라톤은 자신의 학당을 설립하였는데, 이 학당의 지향점은 “기하학에 정통하지 않은 자, 누구도 발을 들여놀 수 없다.”였으며, 수많은 유명 철학자를 배출하였다. 플라톤의 제자인 아리스토텔레스는 경험론을 제시하였고, 우주의 진리를 관찰과 귀납적 방법에 의해 얻을 수 있다고 주장하였다. 아리스토텔레스의 이러한 주장 또한 후대 과학계에서 중요한 과학탐구 방법으로 사용되었다. 아리스토텔레스는 생물학에 대한 많은 논문을 남기기도 하였다. 이 논문들은 자연세계의 관찰을 통해 저술된 것이며, 주로 생물학적 인과관계와 생물의 다양성에 대한 내용을 담고 있다. 아리스토텔레스는 자연세계에 대해서 당시로서는 전부라 할 수 있을 만큼의 생물에 대하여 관찰을 시행하였는데, 540여종의 동물의 종을 구별하고, 50여 종은 직접 해부관찰을 시행하였다. 또, 동물과 우주 행성의 움직임의 규칙에 대해 밝혀내려 노력하기도 하였다. 아리스토텔레스의 저술들은 이슬람 세계와 중세 유럽 세계의 과학의 기반이 되었으며, 과학 혁명의 기초로 평가받고 있다.
고대 그리스 시대의 과학은 해부학, 동물학, 식물학, 광물학, 지질학, 천문학과 같은 실제 과학의 중요한 발전이 이루어진 시기이다. 이 시기에 이루어진 몇몇 과학적 문제에 대한 중요성의 인식은 본질적으로 변화와 원인에 대한 문제와 연관되어 있고, 자연 현상을 수학적으로 해석하는 방법과 경험적 관찰을 수용하는 방법의 인식에 대한 것과도 연관되어 있다.
헬레니즘 시대의 학자들은 고대 그리스 시대의 과학을 이용하여 여러 이론들을 정립하고 연구하였다. 그들은 고대 그리스의 수학을 도입하여 과학적 조사에서 경험 연구를 정교화하였다. 즉, 고대 그리스의 과학이 헬레니즘의 과학에 직접적인 영향을 주고 이것이 이슬람 문화권과 중세 유럽에까지 이어지며, 이후의 르네상스 시기와 계몽기를 거쳐 현재의 현대 과학에까지 영향을 미치는 것이다. 고대 그리스의 과학이 신화의 영향으로 인해 이성과 관찰에 의해 시작되지는 않았지만, 소크라테스가 방법이 확산되면서, 이성과 관찰에 기초한 과학이 정립되었으며, 담론의 발달과 정교화에 따라 자연과학이 매우 발달하였다. 스완지 대학교의 서양고전학 교수인 밴자민 패링턴(Benjamin Farrington)은 다음과 같이 말하였다.:
"아르키메데스 이전의 인간은 수천년동안 균형(equilibrium)이라는 틀내에서만 사고하였다. 때문에 그들은 반드시 정해진 원칙 내에서 직각(直覺)적 사고를 할 수밖에 없었다. 아르키데메스는 실생활의 지식들을 이론적 틀에 따라 분류하고 오늘날과 같은 논리에 의한 지식 체계를 제시한 학자이다."
그리고:
"우리는 현대 과학에서 놀라운 사실을 발견할 수 있다. 현대 과학의 요소에서 현대의 것에서 추출할 수 있는 것은 아무것도 없다. 현대의 저술과 양식의 절대 다수는 우리가 갖고 있던 고대의 유산에서 찾을 수 있는 것이다.

안티키테라 메커니즘의 개요(기원전 150년 ~ 기원전 100년).

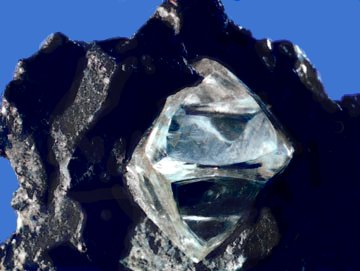
정팔면체 모양의 다이아몬드.

천문학자 사모스의 아리스타르코스는 세계에서 최초로 지동설을 믿은 사람이며, 태양과 지구의 거리와 크기를 조사하는 방법을 담은 《규모와 거리의 아리스타르코스》라는 저서를 출판하였다. 지리학자인 에라토스테네스는 유클리드와 아리스타르코스의 방법을 인용하여 정확한 지구 원주의 크기를 구하였다. 히파르코스는 지구의 세차 운동을 발견, 세계 최초의 체계적인 천문일지를 작성하였다. 헬레니즘 시대의 안티키테라 메커니즘은 이 시기의 천문학과 공학을 대변해준다. 안티키테라 메커니즘은 행성의 위치를 계산하기 위한 기계식 계산 장치이다. 안티키테라 메커니즘은 14세기 유럽에서 천문시계가 등장하기 이전까지 세계에서 가장 정교하고 복잡한 기계였다.
의학 분야에서, 히포크라테스와 그의 제자들은 질병과 의학적 조건들을 연구하고, 오늘날까지도 전해지고 있는 히포크라테스 선서를 만들어 내었다. 헤로필로스(Herophilos)는 인체의 해부에 의해 의학적 연구를 진행한 최초의 의학자이며, 신경계통에 대한 연구를 남겼다. 갈레노스는 뇌와 눈을 포함하여 대담한 외과 수술을 시행했으며, 고대, 중세 의학계에 막대한 영향을 미치었다.

수학이 당시 천문학, 기계 공학, 정역학 등을 서술하는데 사용되었으므로, 과학사와는 별도로 당대 수학사를 들여다보자. 수학자 유클리드는 ‘수학의 엄밀함’을 정립하였으며, 오늘날까지도 유용하게 사용되는 정의, 공리, 정리, 증명을 제시하였고, 당대 알려진 수학들을 모아 오늘날까지도 가장 영향력있는 수학서적인 ‘기하학 원론’을 저술하였다. 인류 역사상 가장 위대한 수학자 중 한 사람인 아르키메데스는 포물선의 호에서 무한급수를 연구하던 중 실진법(悉盡法)을 발견하였으며, 실진법은 파이의 정확한 근사값을 구하는 데 활용되었다. 아르키메데스는 유체정역학과 정역학의 기본을 세워 물리학의 토대를 만들었으며, 지레의 작동원리를 처음으로 규명하였다.
테오프라스토스는 최초로 여러 종류의 동식물을 분류하여 분류학의 세계를 열었으며, 많은 광물들을 관찰하여 광물의 특성을 규명하려 하였다. 서기 77년 플리니우스는 최초의 백과사전을 저술하였고, 그의 백과사전적 집필은 테오프라스토스의 뒤를 이은 것으로 평가되고 있다. 예를 들어, 플리니우스는 정팔면체 모양의 다이아몬드를 묘사하였고, 이어서 다이아몬드의 경도를 활용하여 다른 보석을 세공할 수 있다는 사실을 기술했다. 결정 형태의 중요성에 대한 그의 인식은 현대 결정학의 근간이 되었으며, 수많은 광물 관찰기록은 오늘날의 광물학 형성의 중요한 기여를 한 것으로 이해되고 있다. 그가 수많은 광물에 대한 특정적 결정 특징을 발견한 것은 사실이지만, 결정습성(HiVsl, crystal habit)을 가공을 통해 광물에 부여할 수 있다는 오류를 범하기도 하였다. 한편, 플리니우스는 호박이 소나무의 수지가 화석화 된 것임을 최초로 인식한 학자로도 알려져 있다.

### 고대 인도의 과학과 수학

고대 인도는 초기 금속 공학의 선두주자였다. 이는 연철로 만든 아소카의 기둥을 통해 잘 알 수 있다.

수학: 고대 인도 수학의 기원은 인더스 문명기의 인도 지역에서 찾을 수 있다. 이 문명의 사람들은 벽돌을 4:2:1의 비율로 구웠는데, 이 비율은 구조의 안정성을 최대화 한 형태로 여겨지고 있다. 인더스 인들은 건축물의 높이를 측정하기 위해 측량도구인 자를 최초로 개발하였으며, 도량형도 통일하였다. 고대 모헨조다로에서 생산된 벽돌은 건축물의 높이에 맞게 맞춤생산된 것으로 보인다.
고대 인도의 천문학자이자 수학자인 아리아바타(Aryabhata)는 그의 저서인 아리아바티아(Aryabhatiya)에서 삼각함수의 수 {사인, 버어사인(Versine, 궤도변이), 코사인, 사인의 역함수(inverse sine)}, 삼각법적 원칙, 대수학분야의 알고리즘에 대해 소개하였다. 628년에는 브라마굽타(Brahmagupta)가 중력개념을 제안하였다. 브라마굽타는 유효하지 아니한 숫자(placeholder, 플레이스홀더)로서의 0과 숫자를 사용했고, 그가 사용한 숫자는 오늘날까지도 사용되고 있는 아라비아 수 체계의 기원이 되었다. 이슬람 세계에서 아리아바타와 브라마굽타의 저서들은 아랍어로 번역되었고, 칼리프로부터 공인받아 9세기에 이슬람 세계에서 아라비아 숫자 광범위하게 사용되게 되었다. 14~16세기 동안에 케랄라 천문수학 학교(Kerala school of astronomy and mathematics)는 삼각법, 해석학과 같은 분야를 포함하여 천문학과 수학에서 많은 발전을 선도하였다. 특히, 산가마그라마의 마드하바(Madhava of Sangamagrama)는 해석학의 창시자로 여겨진다.
천문학: 고대 인도의 천문학적 이해가 처음 언급되는 것은 고대 힌두교 경전인 베다에서 이다. 사르마(Sarma-Ast-Ind)는 “리그베다의 한 부분이 무존재로 부터의 우주의 시작에 대한 내용인데, 이는 우주에 대한 인식과 지구가 구형이라는 것, 1년이 360일에 12달로 30일씩 나뉜 다는 것을 시사하고 있는 것이다.”라고 주장하였다. 12세기 바스카라 2세(Bhāskara II)의 저술 ‘시단타 쉬로마니(Siddhanta Shiromani)’은 행성의 운동에 대한 내용과 삼각법 계산을 이용한 구(球)의 자연세계에 대해 다루고 있다.
언어학: 최초의 언어학 연구 활동은 인도의 철기 시대에 시작되었다. 이 시기의 학자들은 베다의 정확한 해석을 추구하고, 주석을 다는 과정에서 산스크리트의 분석을 시작하게 되었다. 이를 통해 산스크리트 문법이 완성되었으며, 전문적인 문법학자들이 등장하였다. 이 시기의 문법학자들은 낱소리, 형태소, 어원에 대해 중점적으로 연구하였다.
의학: 인도의 신석기 시대 묘지(오늘날의 파키스탄)에서 발견되는 유물들은 초보적인 치과 치료 행위가 있었음을 보여준다. 기원전 2500년경에는 아유르베다라는 고대 인도의 전통의료 체계가 등장하였으며, 아유르베다는 오늘날까지도 세계 여러나라에서 대체의학으로 인정받고 있다. 아유르베다와 관련된 여러 문서중 가장 중요한 것은 수슈루따(Suśruta)의 수슈루따상히따(Suśrutasamhitā)인데, 이 문서는 코 성형술, 쇄석술(碎石術), 백내장 수술과 같은 외과 수술의 여러 형태에 대한 정보를 담고 있다.
금속공학: 고대 인도의 우츠 강(Wootz steel), 도가니 강(Crucible steel) 스테인리스강은 고대 중동 세계로 많이 수출되었다. 플리니우스는 고대 인도의 철강을 FERRUM INDICUM이라고 칭했다. 고대 인도의 우츠 강은 로마 제국에서도 극상품의 철강으로 인식되었다. 중세 이후 인도의 철강은 시리아로 수출되었으며, 이 인도에서 수출된 철강들은 약 천년간 다마스쿠스 강이라 불린 고품질 철강의 원료가 되기도 하였다.

“고대 인도의 철강 생산 기술이 발전하면서, 철강 생산하는데 필요한 여러 성분들이 융합되어 인도 고유의 연철을 이루었다. 이 연철들은 제련소로 옮겨서 세계에서 가장 유명한 사브르로 탄생하기도 하였다.”라고 핸리 유일(Henry Yule)이 12세기의 중동 역사 저술에서 기술하였다.

### 고대 중국의 과학과 수학
조세프 니덤같은 오리엔탈리즘 학자들이 중국의 과학기술을 지나치게 과대평가하여 서술하는 경우가 종종 있지만 중국은 서양같은 체계적인 과학이론과 인과율이 발전하지는 못했으며 일부 고문서에 나타난 단편적인 물건이나 사례가 많고 신뢰성이 떨어지며 결정적으로 현대 과학으로 발전하지 못했다.

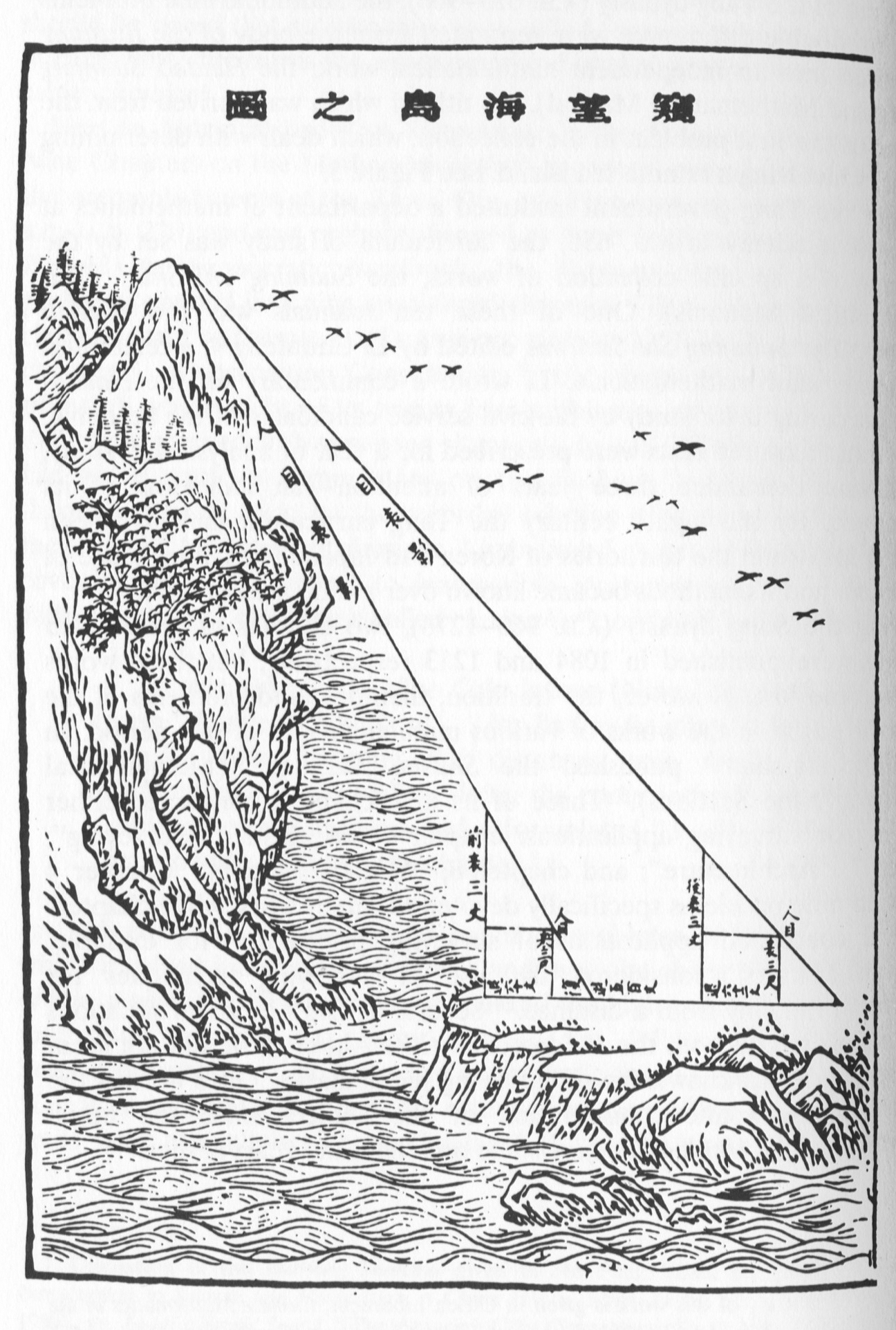
유휘(劉徽)의 해양 제도(諸島)에 대한 조사

수학: 고대 중국에서는 십진법 체계를 이용하여 계산을 하였는데, 이 시기에는 산가지를 이용하여 십진법 체계의 수를 표현하였다. 산가지에는 0을 표현하기 위한 기호는 없었다. 서기 1년경의 중국에서 등장한 구장산술에는 음수와 분수 개념이 실려있으며, 조립제법과 피타고라스의 정리에 대한 내용도 담고 있다. 삼차방정식의 일반해를 구하는 방식이 당(唐)대에 나타났으며, 3차 이상의 방정식을 일반적으로 풀기위한 시도가 1245년 진구소(秦九韶)에 의해 이루어지기도 하였다. 1100년경의 수학자 가헌(價憲)은 파스칼의 삼각형의 이항계수를 발견하기도 하였다.
330년경 묵가가 기하학을 공리화(公理化) 하기 위한 시도가 있었지만, 성공하지는 못하였다. 이후 3세기경의 유휘(劉徽)가 기하학을 위한 대수학적 방법을 창안하였으며, 원주율을 소수 5째자리까지 정확하게 구하였다. 조충지는 480년에 원주율을 {\displaystyle {\tfrac {355}{113}}}로 제시하였는데, 이 값은 이후 1200여년간 세계에서 가장 정확한 값이었다.

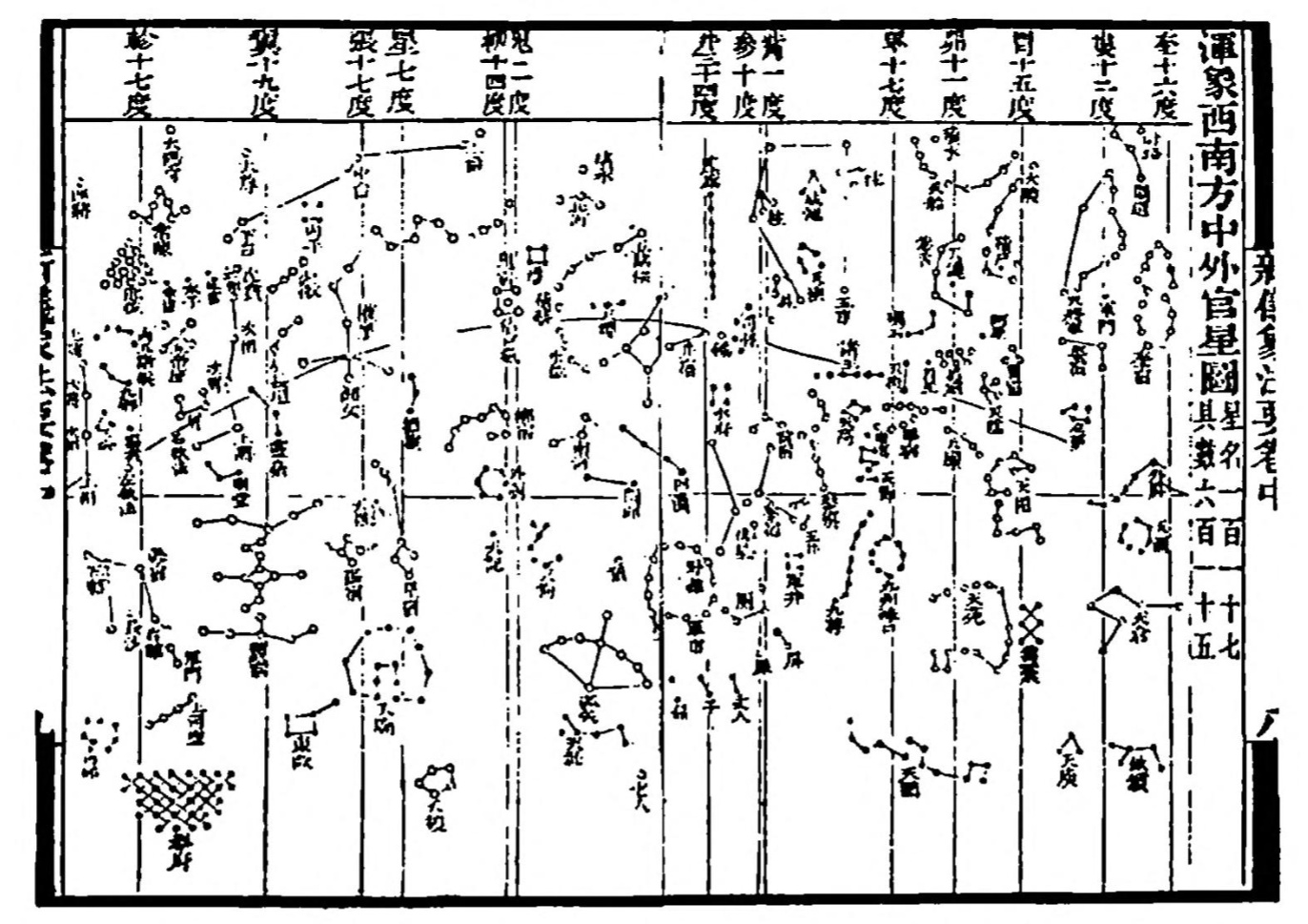
송나라의 학자인 소송(蘇頌)이 제작한 천문도의 일부로, 메르카토르 도법과 유사한 형태로 제작되었으며, 극성을 중심으로 행성들을 기록하였다.

천문학: 중국에서의 천문 관측은 아주 오래전부터 계속되어 온 분야로, 고대 중국의 여러 나라에서 천문 관측이 행해졌다. 이 때문에 천문관측에 대한 고문서가 많이 남아 있으며, 흑점, 초신성, 월식과 일식 등에 대한 문서들이 수천건이 전해지고 있다. 12세기에 이르러 중국인들은 식(蝕)의 시기를 예상하는 방법을 고안해 냈으나, 명조에 마테오 리치로부터 서양의 천문학을 받아들이면서 이 고대의 방법은 더 이상 쓰지 않았다. 한편, 635년 중국의 천문학자들은 태양으로부터 멀어져 가는 혜성과 그 흔적을 관찰하기도 하였다.
오래전부터 중국인들은 천문세계를 묘사하기 위하여 적도좌표계(Quatorial system)를 사용했으며, 940여 개의 고대 천문지도는 메르카토르 투영 도법과 유사한 방법을 이용하여 제작되었다. 52년에 완전한 형태의 혼천의가 개발되었고, 4세기에는 혼천의를 이용하여 천문현상을 기록하는 방법이 등장했다. 125년에 장형이 구를 순환하는 물의 힘을 이용하여 혼천의에 설치괸 구형을 연속적으로 회전하게 하는 장치를 개발하였다. 이후 혼천의는 자오선과 황도를 포함하게 되었으며, 1270년대에는 중동세계의 토크텀(Torquetum)이라는 장치의 원리를 수용한 개량된 형태의 혼천의가 등장하게 되었다.
지질학: 큰 재난에 대비하기 위해서 장형은 지동의를 개발했다. 이 기계는 당시의 수도(首都)에 설치되어 있었으며, 중국의 임의의 위치에서 지진이 일어나면 이 기계는 진앙지의 방향을 알려주었다. 실제로 장형의 지동의가 작동했지만 수도 지역에서는 진동이 전혀 감지되지 않아 지진의 발생사실에 대해 많은 관리들이 의아해 했으나, 장형은 지동의의 작동결과를 분석하여 북서지방에서 지진이 발생했다고 정부기관에 보고했고, 얼마 뒤 지진 발생을 알리는 파발이 뤄양지방으로부터 도착했다. 장형은 그의 장비를 ‘지구의 움직임과 계절의 풍향을 측정하는 기구’라 설명했는데, 이러한 설명은 당시에 지진이 극도로 압축된 공기에 의해 발생한다는 인식에서 기인한 것이었다.
과학자이자 정치가였던 심괄은 세계 최초로 자성을 띤 바늘이 나침반이 될 수 있음을 보였으며, 진북의 개념을 연구하였다. 또, 나침반, 혼천의, 물시계분야에서 괄목할만한 발전을 이루어내었다. 심괄은 대형선박을 건조하고 수리하기 위해 건선거(乾船渠)를 이용할 것을 제안하기도 하였다. 미사(微砂)의 침수현상에 착안한 심괄은 바다로부터 멀리 떨어진 타이항산맥에서 해양 생물의 화석을 발견하였는데, 이를 계기로 고지형을 연구하는 지형학의 세계를 열었다. 또, 그는 옌안지역의 대나무 화석을 관찰하고 이에 영감을 얻어, 오랜 기간에 걸친 기후 변화의 개념을 제안하였다. 심괄은 수많은 저술들을 남겼으며, 그의 저술들을 통해 활판인쇄술과 활판인쇄법을 개발한 유호(喻皓)의 업적이 널리 알려지기도 하였다. 심괄과 동시대의 학자인 소송(蘇頌) 또한 유능한 천문학자였다. 그는 방대한 정보를 담고 있는 천문지도를 제작하였고, 식물학, 동물학, 광물학, 금속 공학의 지식을 총동원하여 약학 논문을 저술하기도 하였다. 소송은 1088년 당시 송(宋)의 수도였던 개봉부(開封府)에 대형 천문 시계인 수운의상대(水運儀象臺)를 새웠다. 그의 시계는 혼천의를 운용하기 위하여 제작되었으며, 비가역적인 동력 장치에서 발생한 동력을 체인으로 받아 작동하였다. 소송의 시계는 세계 최초의 자동 시계이자 기계 시계이다.
중국의 독특한 문화적 요인이 이러한 중국의 전통 과학기술을 현대 과학까지 이끌지는 못했다. 조지프 니덤에 의하면, 중국의 철학사상이야말로  근대의 지식인들이 자연의 법칙을 받아들이기를 어렵게 만들었다고 한다.

### 한국의 전통 과학
한국의 전통 과학기술은 동아시아 문명권 속에서 형성되어, 서양 문화 속에서 형성된 서양 과학과는 판이하게 다른 모습과 성격을 지닌다. 또한, 우리의 선조들은 동아시아라는 동일한 문화권 속에서 중국 및 일본과 긴밀하게 교류하면서 서양과는 다른 독특한 동아시아의 전통 과학 기술을 구성하는 데 적지 않은 국제적 기여를 하기도 하였다.

## 중세의 과학

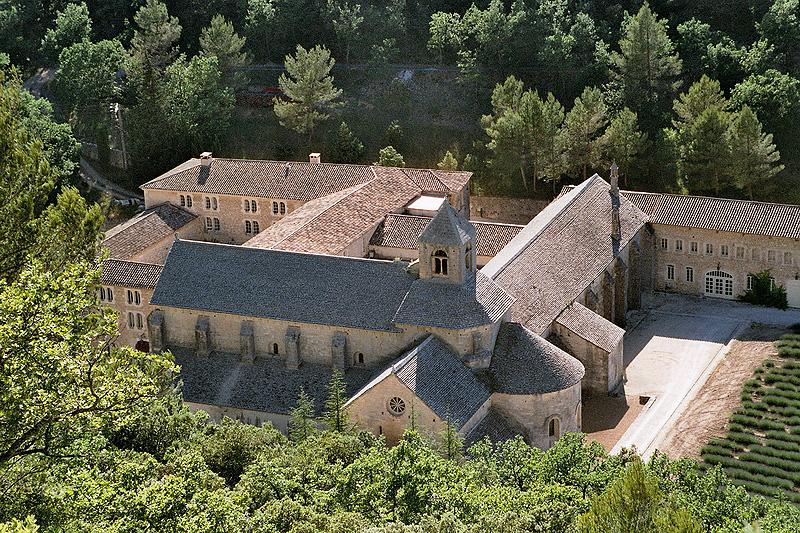
중세 서양 학문의 중심지였던 수도원

로마 제국의 분열로 인해, 서로마 제국은 이전 시기의 지식을 상실하게 되었다. 로마 제국의 보호를 받고 있던 알렉산드리아 도서관은 이슬람 정권의 이집트 점령 직후인 642년에 파괴되었다. 비잔티움 제국이 콘스탄티노폴리스에서 학문을 발전시켜 나가는 동안, 서부 유럽의 지식은 수도원을 중심으로 발전해 갔으며, 12, 13세기에는 중세 대학으로 학문의 중심이 옮겨갔다. 수도원 학교의 교육과정은 고전 학습과 의학과 천문학과 같은 실용 학문학습을 모두 포함하고 있었다.
한편, 중동에서는 그리스 철학이 새로운 이슬람 정권의 후원하에 발전하였다. 7~8세기의 이슬람교의 전파와 함께, 무슬림 학문세계는 13세기까지 황금 시대를 이어갔다. 무슬림 학계는 고대 그리스의 그리스어 서적과 비잔티움 제국의 라틴어서적, 고대 인도의 서적을 이용하여 방대한 학문적 체계를 이루었다.

### 이슬람 세계의 과학

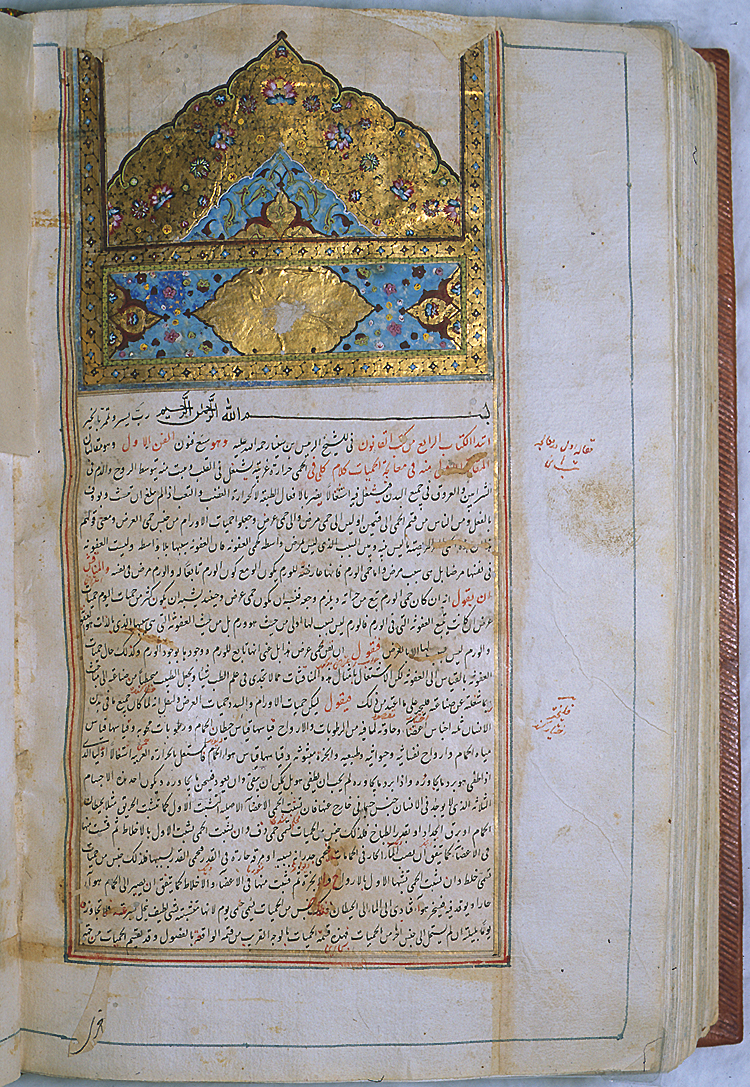
이븐 시나의 《의학전범》(중요한 내용은 적색 글씨로 기술되어 있다.).

무슬림 과학자들은 고대 그리스의 과학보다 경험에 기초한 과학을 중시하였다. 무슬림 과학자의 이러한 경향은 초기의 과학적 방법이 이슬람 세계에서 나타나게 하였다. 이슬람 세계에서 태동한 과학적 방법은 계속하여 발전하였으며, 이븐 알하이삼은 이러한 과학적 방법에 따른 관찰을 토대로 광학에 대한 유명한 서적인 《광학의 서》를 저술하였다. 그는 이 책에서 빛의 굴절성에 대해 논하였으며, 이는 광학 연구에서 획기적인 전환점이었다. 이슬람 세계에서의 과학적 방법의 발전의 가장 중요한 점은 가설을 설정하는 것과 경험의 결과를 구별하여 연구를 진행하는 것이었다. 이븐 알하이삼은 광학적 증거를 빛에 대한 가설을 증명하는 증거로 여기며, 둘을 분리하여 생각하였다. 이븐 알하이삼의 이러한 연구 방법 때문에 어떤 과학사학자는 그를 현대 과학적 방법을 창시한 첫 번째 과학자로 여기기도 한다.
이슬람 세계 과학사학자인 로산나 고리니(Rosanna Gorini)는 다음과 같이 말하였다.:
| “ | 이븐 알하이삼에 대한 여러 학자들의 중론에 따르면 그는 현대적인 과학적 방법의 선구자입니다. 이븐 알하이삼의 책은 광학의 의미에 대한 기존의 인식을 전환하였고 증거에 의한 실험이라는 방법론을 정립하였습니다. 이븐 알하이삼의 조사는 추상적인 가설에 의해 행해진 것이 아니라 체계적이고 제검증가능한 실험을 통해 증거를 제시하는 방향으로 이루어졌습니다. | ” |

이슬람 세계에서 수학의 많은 발전이 있었다. 페르시아인 수학자 콰리즈미의 이름에서 알고리즘 명칭이 붙여졌으며, 대수(algebra)라는 명칭은 ‘al-jabr’라는 콰리즈미의 저술에서 유래하였다. 고대 인도에서 유래한 아라비아 숫자는 이슬람 세계에 전파되어 소수점 개념이 추가 되는 등 여러 모로 개량되었다. 사비 교도 수학자인 알 바타니(Al-Battani)는 천문학과 수학 분야에 큰 기여를 하였으며, 페르시아 학자 알 라지(Al-Razi)는 화학과 의학분야에서 큰 기여를 하였다.
이슬람 세계에서는 천문학도 많은 발전을 이루었다. 알 바타니(Al-Battani)는 히파르코스의 관측치들을 더 정교하게 했으며, 클라우디오스 프톨레마이오스의 저술인 《대집성》(Megalē Syntaxis)을 《알마게스트》라는 제목의 책으로 번역하였다. 알 바타니는 지구의 자전 축에 대한 측정치도 더 정교화했다. 알 바타니와 이븐 알하이삼, 이븐 루시드는 마라게 천문대의 관찰결과를 토대로 지구중심설을 주창했다. 반면, 나시르 알딘 알투시(Nasir al-din al-Tusi), 모 아이두딘 우르디(Mo'ayyeduddin Urdi), 이븐 알샤티르(Ibn al-Shatir)는 코페르니쿠스의 태양중심설과 유사한 주장을 펼쳤다. 사실, 태양중심설에 대한 논의는 아부 마샤르 알발키(Abu Ma'shar al-Balkhi), 아부 라이한 알비루니, 알 시쥐(Al-Sijzi), 쿼틉 알딘 알쉬라지(Qutb al-Din al-Shirazi), 나즘 알딘 알콰즤니 알카아티비(Najm al-Dīn al-Qazwīnī al-Kātibī)에 의해 제기되어 왔던 것이다.
이슬람 세계의 화학자와 연금술사들은 오늘날의 화학의 주춧돌을 놓았다. 윌 듀란트(William J. Durant), 필등 게리슨(Fielding H. Garrison)과 같은 학자들은 이슬람의 전통 화학자들을 화학의 바탕이라 여겼다. 특히, 자비르 이븐 하이얀은 “화학의 아버지가 될 만한 상당한 이유가 있는 사람”으로 여겨진다. 아랍의 과학자들은 로저 베이컨이 경험주의적 방법에 대한 영감을 얻는데 영향을 미쳤으며, 아이작 뉴턴도 아랍 과학의 영향을 받았다.
이븐 시나는 이슬람 세계에서 가장 영향력있는 과학자이자 철학자로 알려져 있다. 이븐 시나는 경험 의과학(醫科學)의 선구자로 임상시험을 행한 최초의 의사였다. 의학분야에서 이븐 시나의 가장 중요한 2가지 위업은 《치유의 서》와 《의학전범》의 저술이다. 이 두 권의 책은 무슬림 세계와 유럽의 의학대학에서 17세기까지 의학 교재로 사용되었다. 이븐 시나의 많은 공헌 중 중요한 것으로 감염성 질병에 대한 연구와 치료용 약제에 대한 연구가 있다.
위에서 언급된 학자 이외의 이슬람 세계의 유명한 과학자로는 파라비(박식가), 아부 알 까심 알-자라위(Abu al-Qasim al-Zahrawi)(외과의학의 선구자), 아부 라이한 알비루니{인도학(印度學), 측지학(測地學), 인류학}, 나시르 알딘 알투시(Nasir al-din al-Tusi)(박식가), 이븐 할둔(인구통계학, 문화사, 역사학, 역사 철학, 사회학 등의 사회 과학)이 있다.
12, 13세기에 들어 유럽은 르네상스기를 맞이한 반면, 이슬람 세계는 몽골의 서부 대정벌로 인해 침체되기 시작했다. 몽골의 서부 대정벌로 인해 이슬람 세계의 도서관, 천문대, 병원, 고등교육기관이 파괴되었다. 이슬람의 황금 시대는 지성의 중심으로 여겨졌던 바그다드가 몽골에 의해 함락되면서 막을 내리게 되었던 것이다.

### 중세 유럽의 과학

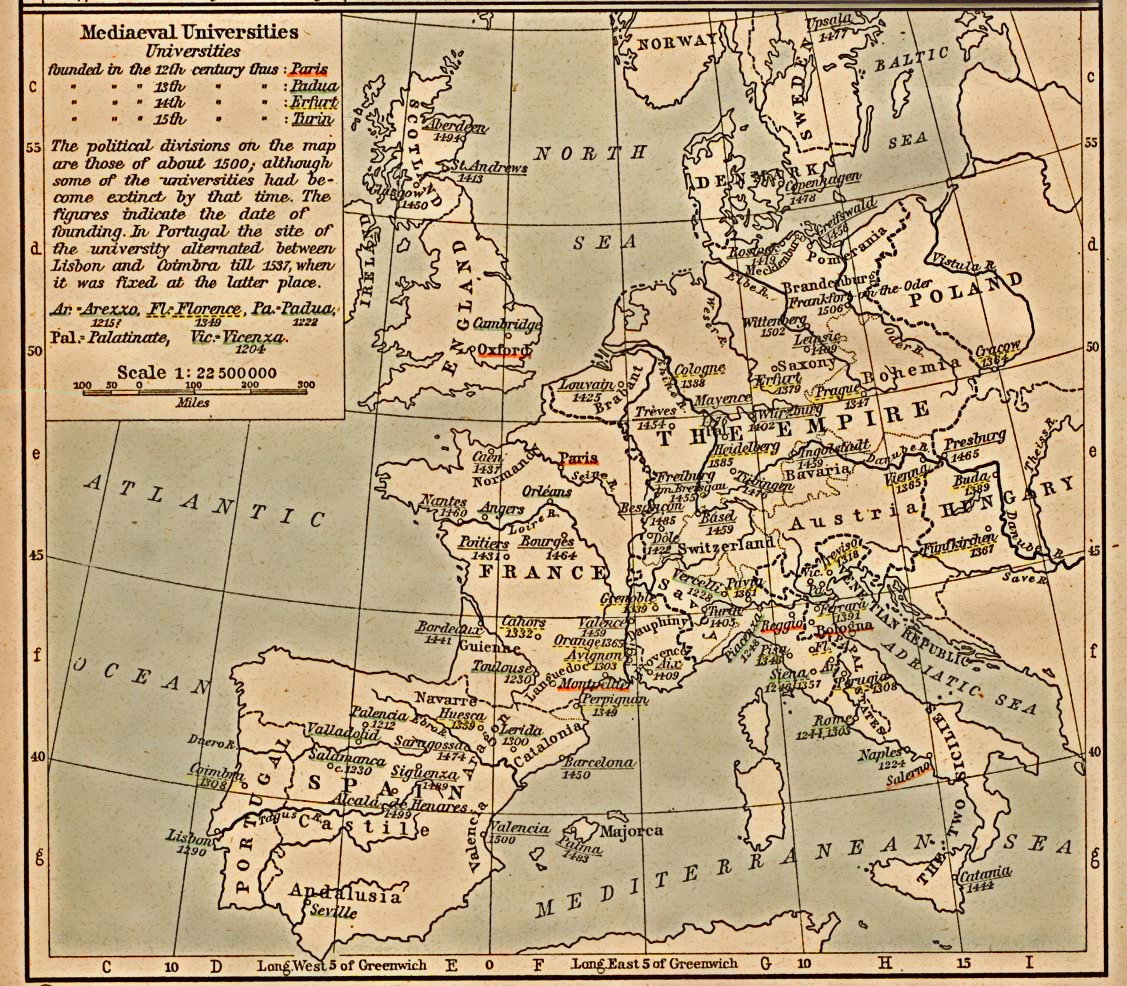
중세 대학의 분포도

유럽 지성세계의 부활은 12세기에 중세 대학의 출현과 함께 시작되었다. 이베리아 반도와 시칠리아 일대를 점령한 이슬람 세력과 레콘키스타와 십자군 정벌의 과정에서 유럽인들은 그리스어와 아랍어로 된 과학문서들을 접하게 되었으며, 이를 통해 아리스토텔레스, 프톨레마이오스, 자비르 이븐 하이얀, 콰리즈미, 이븐 알하이삼, 이븐 시나, 이븐 루시드의 과학 지식을 얻을 수 있었다. 유럽의 학자들은 ‘톨레도의 레이몬드(Raymond of Toledo)’의 번역 프로그램에 참여했다. 톨레도의 레이몬드는 톨레도고등통번역학교(Toledo School of Translators)의 운영자였으며, 아랍어 서적을 라틴어로 번역하는 일을 적극적으로 후원하였다. 스코틀랜드의 유명한 학자인 스콧(Michael Scotus)은 고전을 직접 연구하기 위하여 아랍어를 학습하였다. 이 시기의 유럽의 많은 대학교에서 아랍어 서적이 라틴어로 번역되었으며, 이러한 라틴어 번역본을 기본으로 하여 과학적 연구 그룹이 생겨나기도 하였다. 사실, 이 시기의 유럽 대학교들은 교육과정의 많은 시간을 자연세계에 대한 연구와 과학 연구에 할애 했지만, 중세 대학에서 이루어진 과학교육과 과학연구는 현대 과학에 역행하는 것이었으며 오히려 과학의 수준을 떨어뜨린 것으로 평가받고 있다.
팍스 몽골리카의 결과로 인해 마르코 폴로와 같은 많은 유럽인들이 동쪽 탐험을 시도하게 되었다. 이러한 동방 탐험은 유럽 전통세계에 인도와 중국 과학의 영향력이 미치게 하였다.이 시기에는 동방의 기술을 받아들여 말름스버리의 엘리머(Eilmer of Malmesbury)가 초보적인 비행을 하고, 레스킬(Laskill) 지방의 시토 수도회에서 용광로를 만들어 금속을 제작 하는 등의 기술적 발전이 있었다.

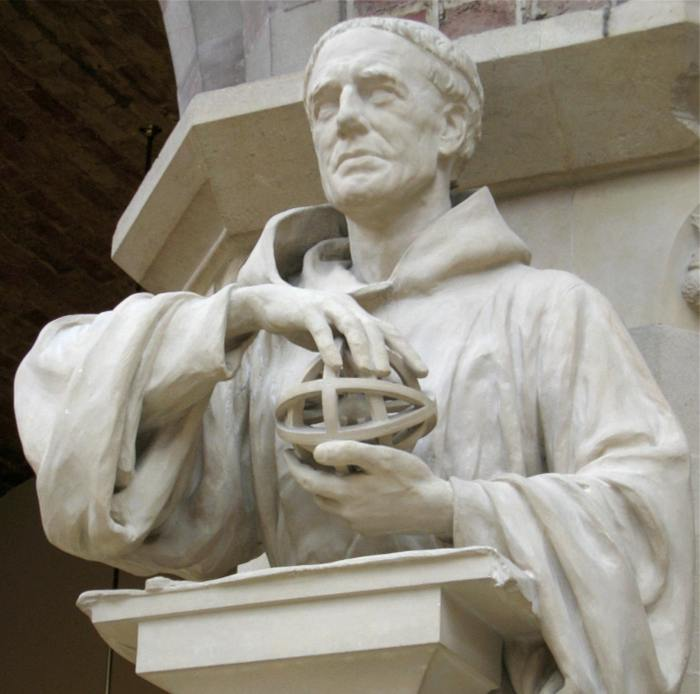
옥스퍼드 대학교 박물관이 소장중인 로저 베이컨의 상

13세기 초엽 유럽에는 저명한 고대 지식인들의 많은 저서들이 라틴어로 번역됐다. 이러한 번역 서적들은 대학과 수도원에서 고등교육이 이루어질 수 있도록 하였다. 이러한 번역 서적으로 유럽세계에 전파된 자연철학은 스콜라 철학의 등장에 영향을 미쳤으며, 그로스테스트, 로저 베이컨, 마그누스, 스코터스와 같은 학자들이 스콜라 철학을 심화하는 데 막대한 영향을 미쳤다. 특히, 근대적인 과학적 방법의 선구자이자 일찍이 이슬람 과학의 영향을 받은 그로스테스트는 수학이 자연현상을 이해하는 근본이라고 주장했으며, 경험론의 주창자인 베이컨은 자신의 저서인 오푸스 마유스(Opus Majus)에서 자신은 이슬람 문헌을 통해 고대 그리스 사상의 막대한 영향을 받았다고 밝혔다.뒤엠(Pierre Duhem)은 1277년의‘스테픈 템피어(Stephen Tempier)의 선언(Condemnation of 1277)’을 계기로 중세 과학이 시작되었으며, “1277년 이전까지 그 누구도 현대적인 과학을 시작하지 아니했다.”는 자신의 견해를 피력하였다.
14세기 유럽세계에서는 막대한 과학적 성과가 있었는데, 주로 스콜라 철학의 범위 내에서 아리스토텔레스의 저술을 학습하는 것이었다. 오컴의 윌리엄은 절약의 법칙을 소개했는데, 그 내용은 자연철학자들은 불필요한 사항을 전제하여서는 아니되고, 동작이란 명확하지 아니한 동시에 움직이는 것, 오브제란 감각기관을 연결하는 중간기관으로 사물상을 눈으로보는 데에는 필요가 없다라는 것이었다. 브뤼당(Jean Buridan)과 오렘(Nicole Oresme)과 같은 학자들은 아리스토텔레스의 물리과학을 재해석하기 시작했다. 특히, 브뤼당은 힘(impetus)이란 추진력의 근원이라는 주장을 하였는데 이는 관성에 대한 현대 이론의 발판으로 여겨지고 있다. 옥스퍼드의 연구자들(Oxford Calculators)은 사물의 움직임을 연구하는 운동학을 수학적으로 해석하기 시작했다. 이들의 연구는 움직임의 원인에 대해 분석한 것이 아니고 운동 자체에 대한 연구였다.
1348년 흑사병의 유행이 당시 진행되고 있던 철학, 과학 연구와 이전 시기의 업적의 몰락을 가져왔다. 하지만 고대 업적의 추가 도입이 콘스탄티노폴리스의 함락을 계기로 급진전되었으며, 수많은 비잔티움 제국의 학자들이 서방세계로 피난을 왔다. 한편, 인쇄술의 개발은 유럽 사회 전만에 엄청난 영향을 미쳤다. 서적과 문자의 보급은 수많은 사람들이 학습할 수 있도록 하였으며 결과적으로 새로운 아이디어의 출현을 더 빠르게 하였다. 이 시기에 중동의 대수학이 들어와 크게 발전하였다. 이러하 여러 발전사항들은 흑사병의 발발로 멎어버린 과학적 변화의 과정 속행으로 이해될 수 있는 과학 혁명으로의 길을 닦았다.

## 유럽 세계의 과학 혁명

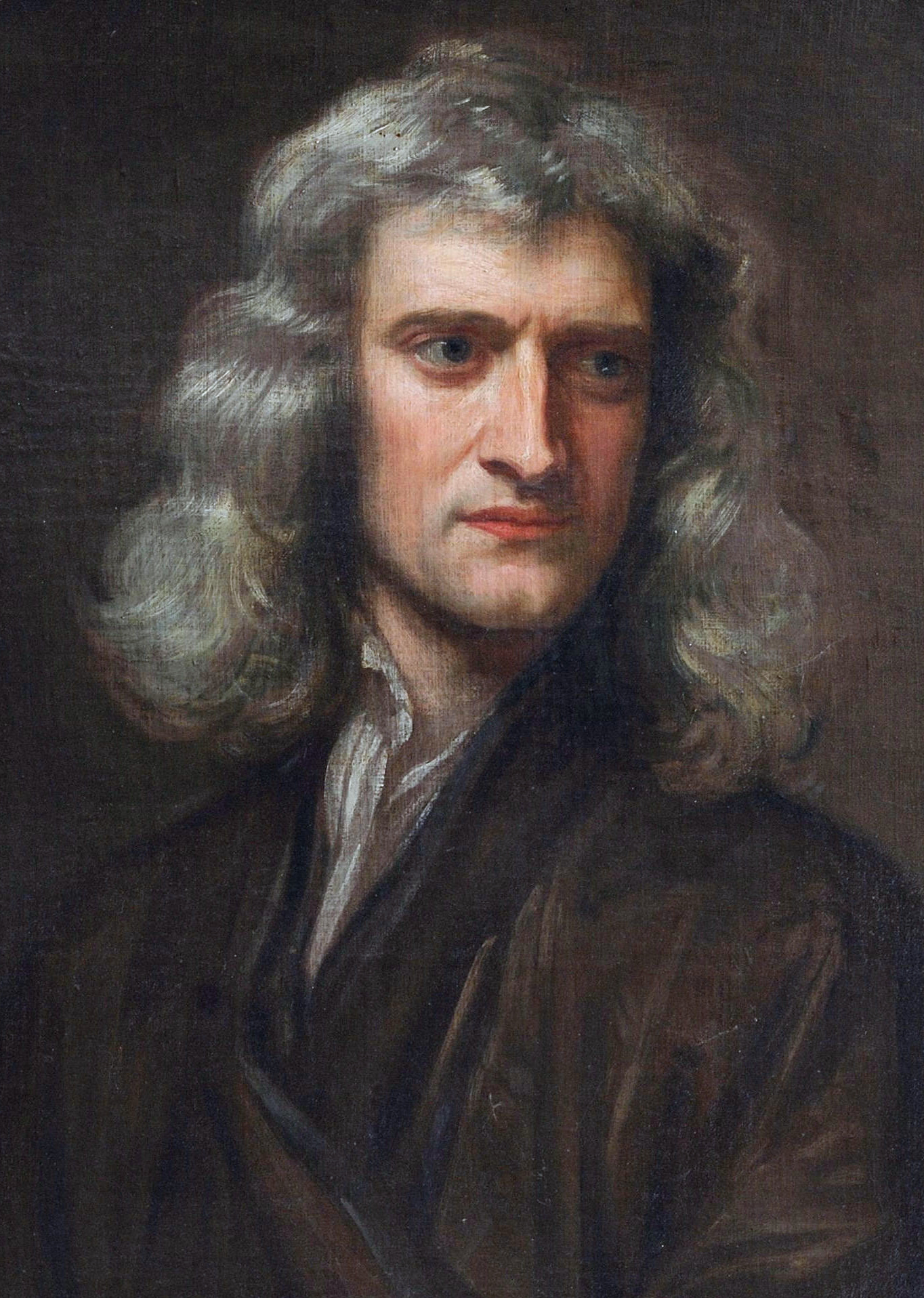
뉴턴은 고전 물리학을 완성하였다.

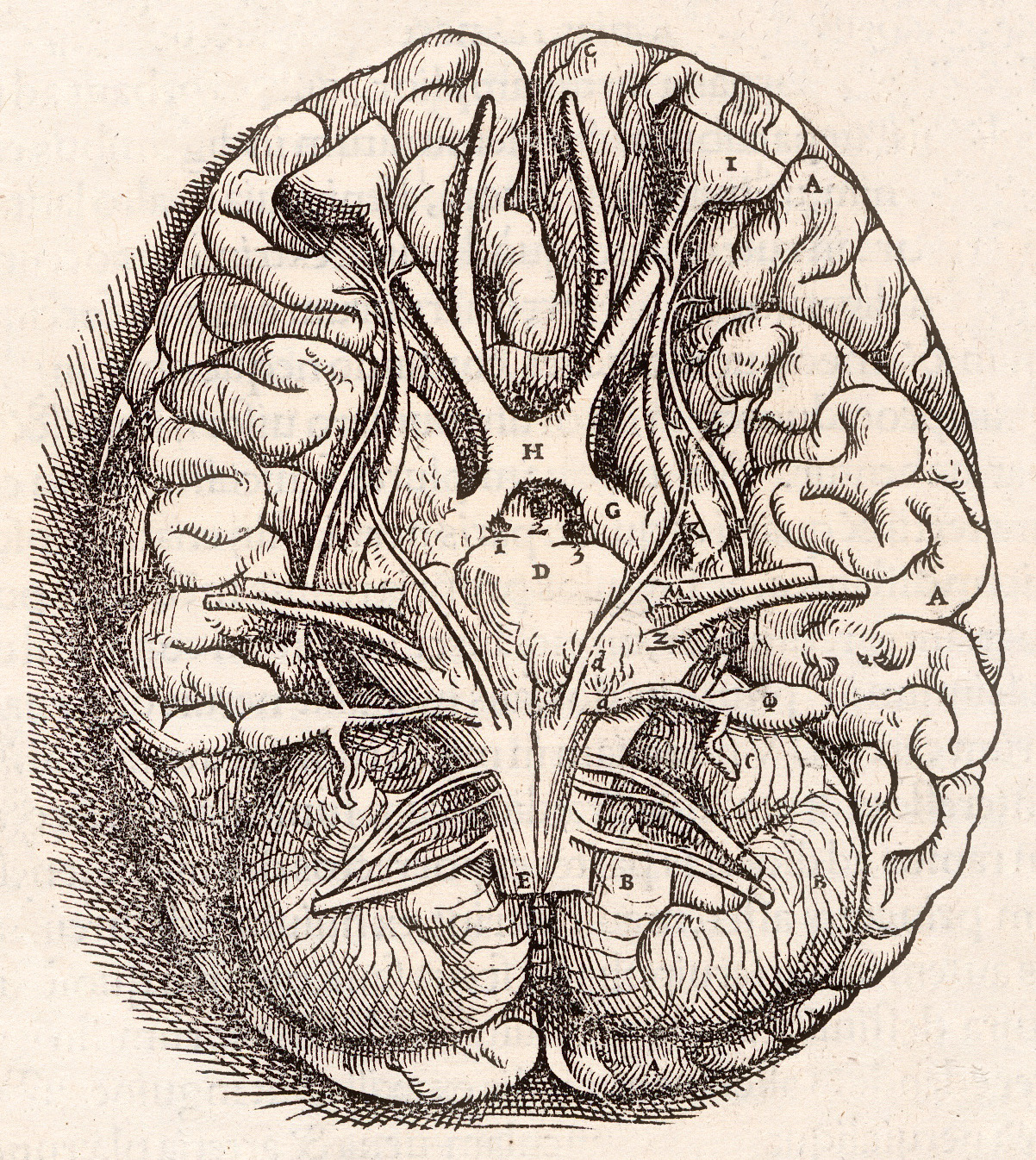
베살리우스는 인체해부학 연구의 선구자이다.

과학혁명은 스콜라 철학으로 인해 시작되었던 유럽에서의 학문의 부활은 흑사병으로 인해 끝나는 듯 싶었지만 이탈리아의 르네상스에 의해 학문이 부흥되게 되었다. 이탈리아를 중심으로 하는 남유럽의 르네상스는 과학을 중시하지 않았지만, 독일을 필두로 하는 북유럽의 르네상스는 아리스토텔레스의 자연 철학에서 화학, 생물학으로의 이행이라는 과학사에서 중대한 과학적 변화를 이끌었다. 현 시대의 유럽 세계의 과학은 르네상스 시기의 대격변을 거치면서 형성되었다. 이 시기의 대격변은 종교 개혁과 가톨릭의 반종교 개혁의 대립, 콜럼버스의 신대륙 발견, 콘스탄티노폴리스의 함락으로 인한 동방 세계의 과학지식 유입으로 대변된다. 이러한 대격변을 거치면서 유럽 지성사회에는 과학적 논변들이 벌어질 수 있는 환경이 조성되었다. 이러한 분위기 속에서 루터와 칼뱅의 종교 개혁이 성공하게 되었다. 이 시기에는 구텐베르크가 인쇄 기계를 발명, 42행 성서를 간행함으로써 인쇄술이 유럽 전 국가로 퍼졌으며, 루터의 종교 개혁도 그의 인쇄술로 인해 시작되었다. 또, 프톨레마이오스, 갈레노스의 이론이 잘못된 것이었음이 증명되었고, 또 이러한 사실이 대중에게 널리 알려지게 되었다. 베살리우스는 정밀 해부를 통해 갈레노스의 이론에 결함이 있음을 찾아내었다.
이전에 진리로 여겨지던 명제들에 대해 질문을 던지는 것이 일상화되자, 새로운 진실을 찾기위한 연구가 폭발적으로 일어나게 되어, 과학 혁명이라 불리는 과학의 비약적 발전 시기가 도래하게 되었다. 많은 과학사 학자들은 과학혁명이 1543년에 시작된 것으로 보고 있다. 이 해는 베살리우스의 고전적 노작인 인체의 구조에 대하여(De humani corporis fabrica)와 코페르니쿠스의 고전적 노작인 천구의 회전에 관하여가 출판된 해이다. 코페르니쿠스는 자신의 저서에서 지동설에 대한 이론을 제시하였다. 뉴턴의 저서인 자연철학의 수학적 원리는 당시 유럽 세계의 전례 없는 과학서적 간행 붐의 대표적인 예로 여겨지고 있다.
이 시기에는 갈릴레이, 핼리, 훅, 하위헌스, 브라헤, 케플러, 라이프니츠, 파스칼의 과학 업적이 집약된 시기였다. 철학 분야에서는 베이컨, 브라운(T. Browne), 데카르트, 홉스의 업적이 있었다. 이 시기에 형성된 과학적 방법은 전통적 과학 탐구의 관례를 넘어서는 사고 방식과 실험 방식을 형성하게 하였다.

### 계몽주의의 시기
계몽주의는 유럽에서 발생한 사회풍조이다. ‘이성의 시대’였던 17세기는 현대과학으로의 중요한 전기가 된 18세기의 계몽주의의 발판을 마련하였다. 뉴턴, 데카르트, 파스칼의 업적으로 오늘날의 물리학, 기술의 기초가 형성되었으며, 후속 과학자인 프랭클린, 오일러, 로모노소프, 달랑베르의 연구 성과들은 디드로가 저술한 백과전서에서 주요점으로 서술되었다. 이와 같은 진보는 과학과 기술 분야의 발전에 기여했을 뿐만 아니라 철학(칸트, 흄), 종교학(무신론과 과학과 종교의 관계에 대한 급격한 발전도 이루어졌다.), 사회학·정치학(스미스, 볼테르)의 발에도 영향을 미쳤다. 이러한 과학 진보의 파급성은 프랑스 혁명의 발발을 촉진하였으며, 결과적으로 근대성을 이룩하였다. 근세는 과학 혁명으로 대표되는 유럽의 르네상스로 꽃 피워졌으며, 현대 과학의 기초로 되었다.

### 낭만주의적 과학 풍조
19세기 초기의 낭만주의 운동은 계몽주의에 대한 고전적 접근을 이끄면서 과학을 재조명하였다. 생물학 분야(특히 다윈의 진화론)와 물리학(특히 전자기학), 수학(비유클리드 기하학, 군론), 화학(특히 유기화학)의 새로운 분야 개척이 이 시기에 이루어졌다. 실증주의 운동이 시작되면서 낭만주의 운동의 퇴조는 1840~1890년대의 지성인들의 대규모 등장을 이끌었다.

## 현대 과학

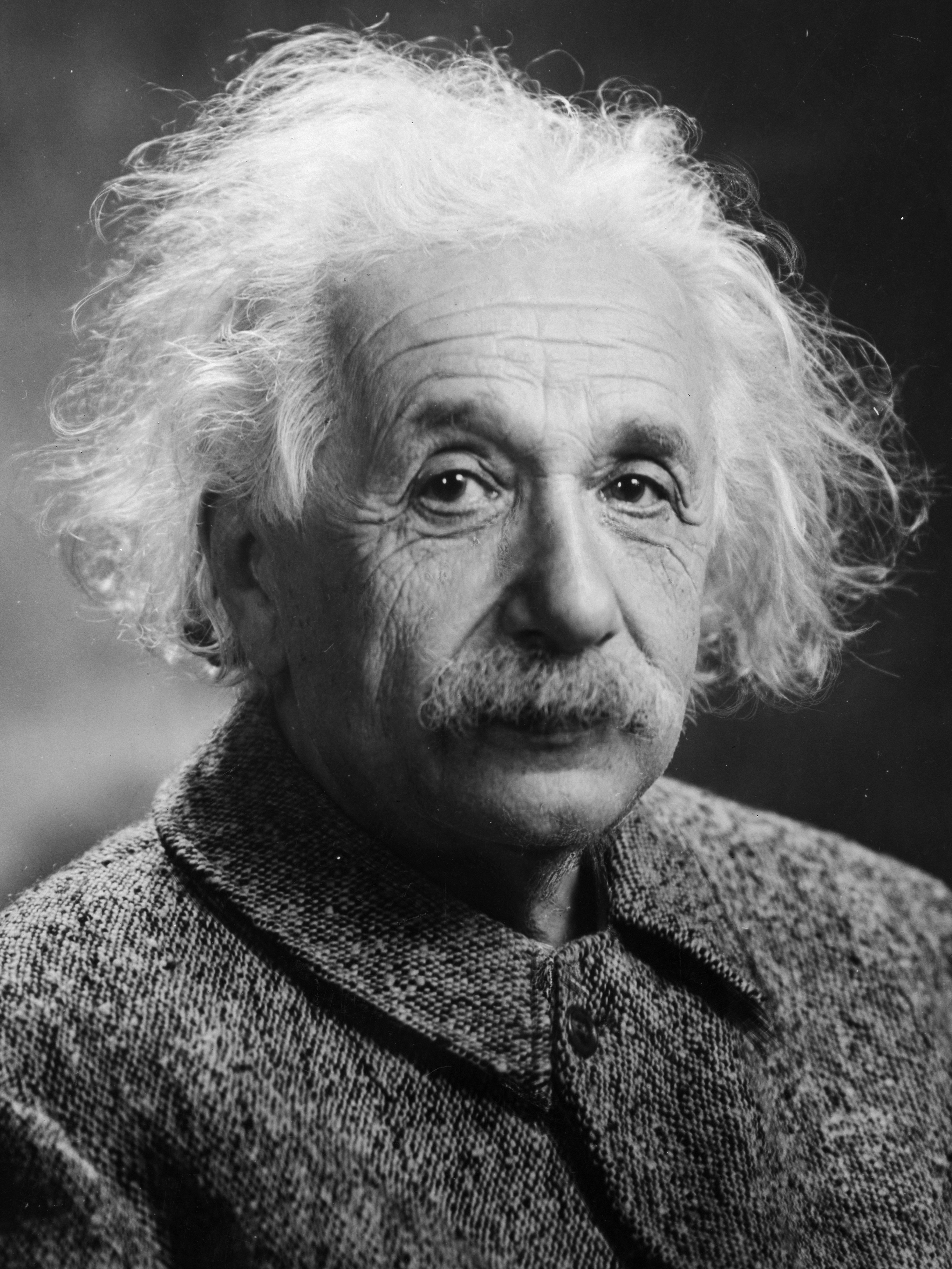
아인슈타인
(1947년)

과학의 급진적 발전은 과학을 지식 발전의 자원으로 정립시켰다. 19세기 동안, 과학은 전문직업화, 제도화되었으며, 이러한 경향은 20세기 이후 계속 심화되어 갔다. 사회 속에서 과학의 비중이 계속해서 커져갔으며, 국가의 직접적인 과학 연구로 과학이 사회에 미치는 영향력이 계속 커져가고 있다.

### 자연과학

#### 물리학

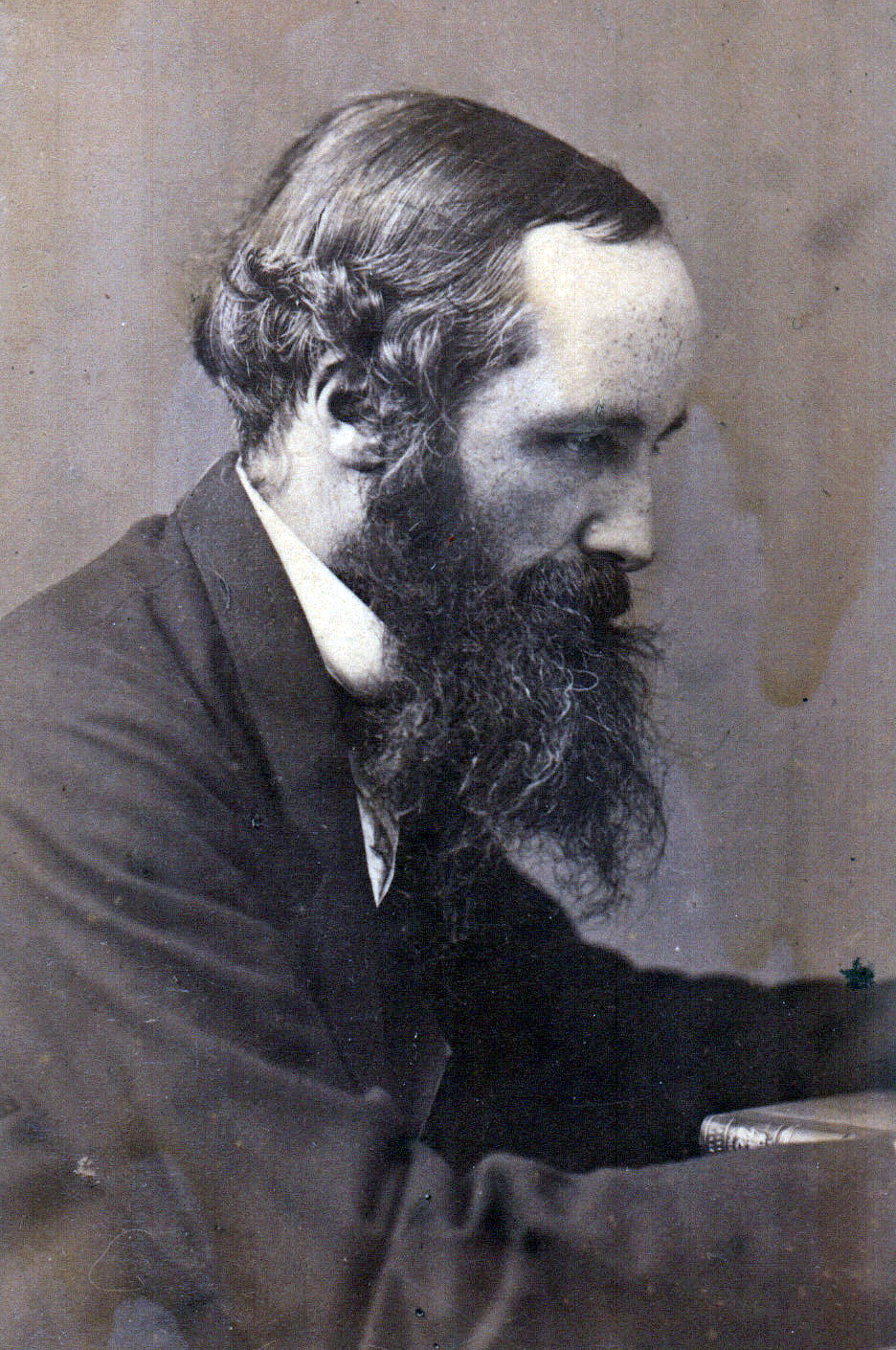
맥스웰

과학 혁명을 계기로 철학적 사고와 고전역학이 구분된다. 코페르니쿠스는 아리스타르코스가 제기한 태양계의 태양중심설을 부활시켰다. 태양중심설의 부활은 케플러가 태양이 그 궤도의 두 초점 중 하나를 차지하는 타원궤도를 돈다는 사실을 정리한 행성의 운동모델의 발견을 이끌었다. 현대 물리학의 아버지라 불리는 갈릴레이는 과학적 방법을 통해 물리 이론을 검증할 수 있는 실험방법을 창안해 내었다.
1687년, 뉴턴의 불세출의 고전적 노작인 《자연철학의 수학적 원리》가 출판되었다. 이 책은 고전 운동학의 기초가 된 뉴턴의 운동 법칙과 중력의 기초 이론을 묘사하고 있는 만유인력의 법칙에 대한 내용을 담고 있다. 19세기 초반에, 패러데이, 옴은 전기와 자기력의 행동현상에 대한 연구를 진행하였다. 이들의 연구는 맥스웰에 의해 전자기학적 현상을 설명하는 맥스웰 방정식이 탄생하는 데 지대한 영향을 미쳤다.

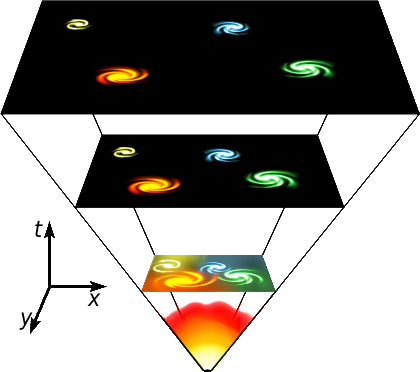
급팽창 이론에 대한 다이어그램

20세기 초반은 물리학 분야에서 혁명과도 같은 시기였다. 20세기 들어, 오랜 기간동안 정상과학으로 여겨졌던 뉴턴의 이론들은 사물현상에 합치하지 아니한다는 사실이 밝혀지게 되었다. 1900년대 초반, 플랑크, 아인슈타인, 보어 등의 연구자들은 에너지의 이산(離散) 준위에 의한 특별한 현상을 설명하는 양자역학을 제안하였다. 작은 규모에서의 운동법칙을 설명하는 양자역학 뿐만 아니라, 1915년에 아인슈타인이 일반 상대성 이론을 제안하였다. 이 이론은 뉴턴의 고전역학과 특수 상대성 이론이 전제하고 있던 시공간의 개념에 대한 절대적인 기준이 존재할 수 없다는 내용을 담고 있는 것이다. 1925년에, 하이젠베르크와 슈뢰딩거는 양자에 대한 가설을 설명하는 양자역학을 수식화하였다. 1929년, 허블은 관측을 통해 은하의 후퇴를 은하의 거리와 연관시키는 연구를 통해 은하 후퇴의 속도를 밝혀냈으며, 이를 통해 가모프는 우주의 확대에 대한 이해를 이끌어 내었다. 곧이어 르메트르는 우주 확대에 대한 이해를 체계화하는 빅뱅이론을 제시하였다.

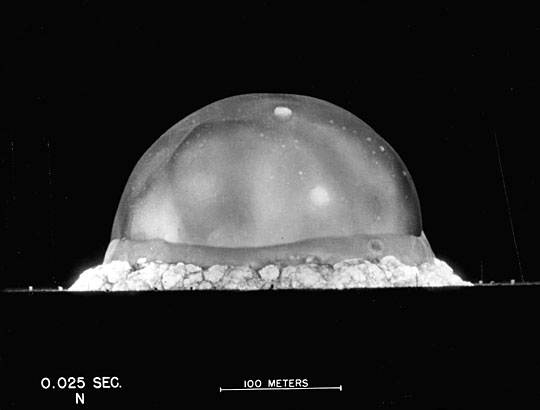
핵무기는 물리학의 거대과학화를 촉진하였다.

제2차 세계 대전 동안 수많은 발전이 이루어졌으며, 대표적으로 레이다와 원자폭탄을 예로 들 수 있다. 1930년대에 로런스에 의해 입자 가속기의 초기 모델인 사이클로트론이 완성되어 가동되기 시작되었다. 냉전 시기의 물리학은 이론검증과 새로운 탐구를 위해 막대한 기계설비와 예산, 거대한 실험설비가 필요한 거대과학의 체계로 들어서게 되었다. 거대과학 하의 물리학의 초창기 지원자는 국가기관으로서 군사와 산업 분야의 기술 개발에 필요한 기초 과학 연구를 주로 수행하였다. 이후 거대과학의 지원자는 산업과 기술에 적용할 실용과학을 필요로 하는 기업으로 이행되었다. 오늘날, 일반상대성이론에 의한 물리학과 양자역학은 불합치하는 면이 많아, 이 둘을 통합하려는 노력이 이루어지고 있다.

#### 화학

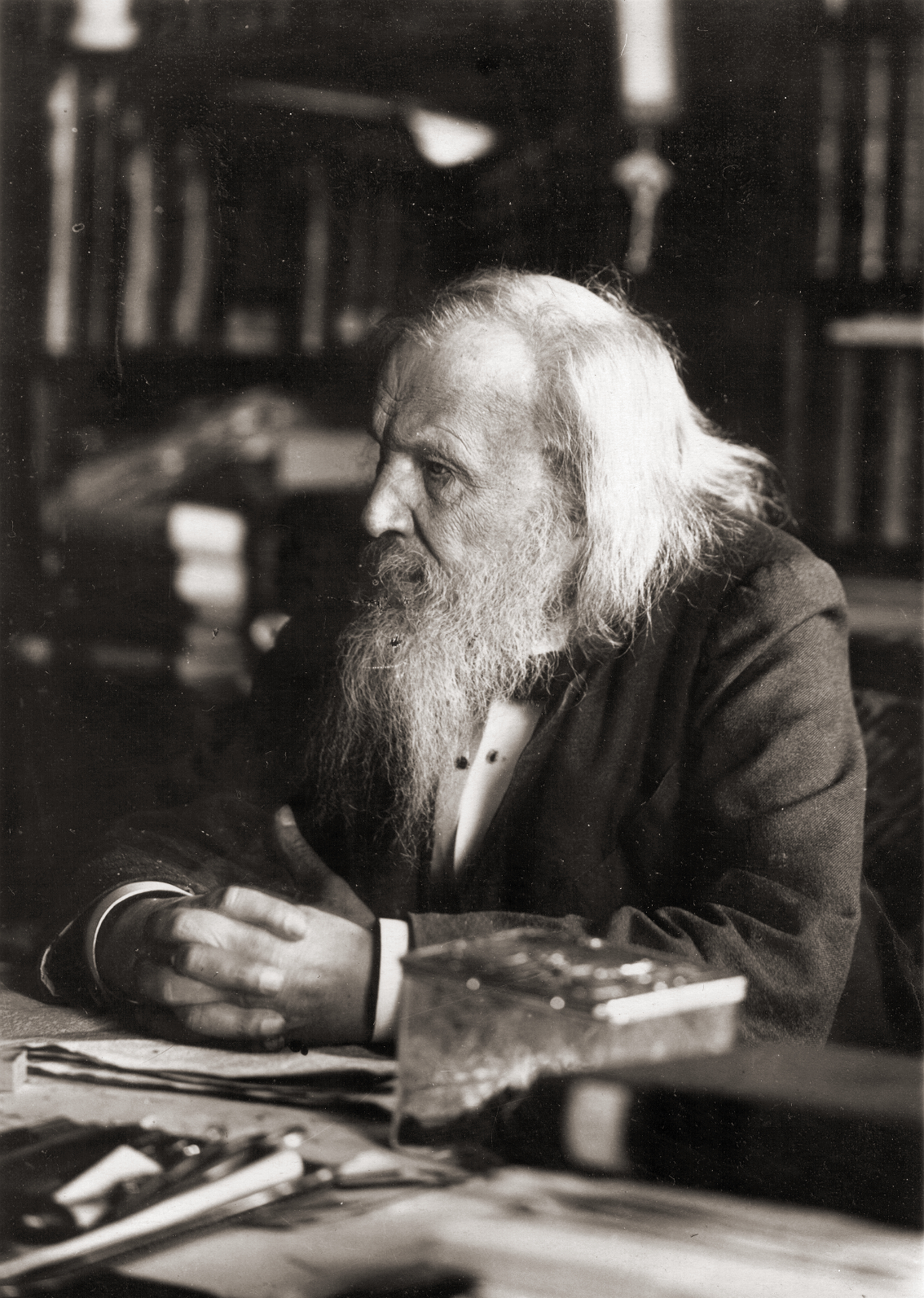
멘델레예프

근대 화학은 보일의 저서 《회의적 화학자(The Sceptical Chymist)》에서 연금술과 화학이 구별된 데에서부터 시작한다. 이 책이 출간될 1600년대 중반까지만 해도 컬런(W. Cullen), 블랙, 베리만, 마케(P. Macquer)과 같은 약리화학자들에 의해 질량측정 실험과 같은 연금술적 실험이 계속되고 있었다. 현대 화학의 대부라 불리는 라부아지에는 그의 산소에 대한 이론과 질량 보존의 법칙을 바탕으로 플로지스톤설이 잘못되었음을 증명하고 이를 폐기하였다. 1803년에는 돌턴이 모든 물질은 파괴되지 아니하며 물리화학적 성질을 잃지 아니하는 가장 작은 요소인 원자로 이루어져있다는 이론을 제기하였다. 돌턴은 이 이론에서 부분 압력의 법칙을 수식화하였다. 1869년에는 멘델레예프가 돌턴의 발견을 기초로하여 주기율표를 완성하였다.
뵐러의 요소의 합성은 유기화학이라는 새로운 화학 분야의 지평을 열었다. 이를 계기로 19세기 말에는 많은 과학자들이 수백 종류의 유기물을 합성해 내었다. 19세기 이후에 고래잡이를 통한 기름 채취가 많은 비난을 받으면서 급격히 줄어들자 석유물질의 사용이 급격히 증가하게 되었다. 20세기에는 체계적인 정제 체계가 갖추어져, 에너지뿐 아니라 의복, 약품, 일상품의 원료가 되는 합성물을 안정적으로 공급할 수 있게 되었다. 생체에 유기화학 기술을 적용하는 방법은 생리화학의 분야를 열었고, 이후 생화학으로 발전하게 되었다. 또, 20세기에는 물리학과 화학 분야가 결합되었는데, 이를 통해 원자의 전자 구조에 대해 설명할 수 있는 화학적 모델이 도출되었다. 폴링의 저서인 《화학결합의 특성 및 분자와 결정의 구조(The Nature of the Chemical Bond)》에서는 복잡한 분자 모형을 설명하는 분자기하학(Molecular geometry)의 방법을 통해 양자운동의 법칙에 대해 설명하고 있다. 이러한 폴링의 연구성과는 DNA 모형의 제작에 큰 기여를 하였다. 1953년에는 밀러 실험에서 원시지구 재연 실험이 진행되었는데, 단백질의 기본 구성물질인 아미노산이 스스로 결합되어 형성될 수 있음이 증명되었다.

#### 지질학
지질학이 과학으로 체계화되기 이전에 암석, 광물, 지형에 대한 연구는 독자적으로 진행되어왔다. 테오프라스토스의 암석연구는 수천년간 권위있는 것으로 여겨졌다. 테오프라스토스의 화석에 대한 이론은 과학 혁명 이후에도 반박되지 않았다. 고대 중국의 학자인 심괄은 최초로 지형의 변화 과정에 대한 이론을 세웠다. 심괄의 지층 내에 존재하는 심해 생물 화석 관찰을 통해, 이 지층이 존재하는 산지가 융기에 의해 형성되었고, 이 과정에서 실트의 광상(鑛床)이 형성되었다고 보고하였다.

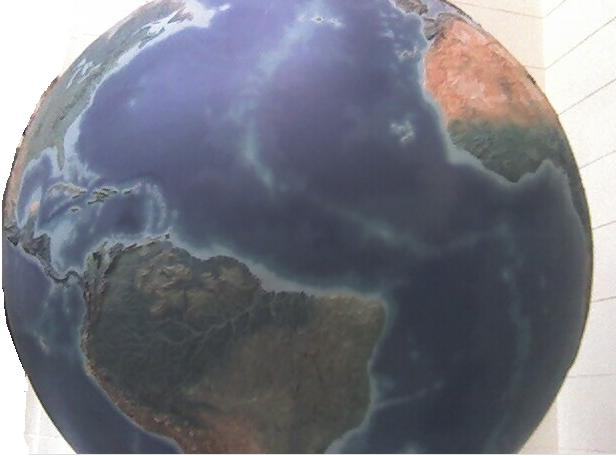
판 구조론 ─ 지구 모형에 나타낸 해저 확장설, 대륙 이동설

지질학은 과학 혁명기 동안에도 체계화되지 못하였다. 하지만 과학 혁명시기의 개별 이론가들이 지질학 체계화에 큰 기여를 하기는 하였다. 훅은 지진에 대한 이론을 체계화하였고, 스테노는 지층 누중의 법칙(Law of Superposition)을 제기하였으며 화석이 생물의 유해라는 점에 대한 논의를 발기하였다. 1681년에 출간된 버넷(T. Burnet)의 《지구신성론(The Sacred Theory of the Earth)》을 필두로, 자연 철학자들은 지구가 오랜 시간에 걸쳐 형태가 변화해 왔다는 이론을 연구하기 시작했다. 버넷과 그의 조교들은 지구의 과거가 성경에 묘사된 바와 같은 것이라는 비세속적 주장을 펼쳤으나, 그들의 연구는 지구 형태의 변화에 대해 논할 데 대한 지식인들의 관심을 촉발시켰다.
현대의 지질학은 현대의 화학과 같이 18세기와 19세기에 걸쳐 점진적으로 발전하였다. 브누아 드 마예(Benoît de Maillet)와 뷔퐁은 지구가 성경학자들이 제시한 6천년보다 훨씬 더 오래되었다고 주장했다. 게타르와 니콜라 데마레스트(Nicolas Desmarest)는 프랑스 중부에서 최초의 그들의 관찰을 바탕으로 지질지도를 제작하였다. 베르너는 암석과 광물을 분류하기 위한 체계적인 기준을 제작하였다. 그의 분류 기준 제작은 린네가 생물학적 분류를 제작한 것과 비교되기도 한다. 또한 베르너는 지구 역사를 해석하기 위한 일반적인 모델을 제시하였으며, 이 모델은 허턴에 의해 정교화되었다. 조르주 퀴비에와 알렉상드르 브롱냐르(Alexandre Brongniart)는 스테노의 연구를 확장하였고, 파리 분지에서의 연구 결과를 바탕으로 지층이 화석의 정보를 알려 줄 수 있는 것임을 시사하였다. 지표화석(Index fossil)의 사용은 지질학자들에게 보편적인 지질의 연대에 대한 정보를 제공할 수 있게 되면서, 지질 지도를 만드는 강력한 도구로 자리매김하게 되었다. 19세기 초반에, 라이엘, 세지윅, 머치슨(R. Murchison)과 같은 지질학자들은 정부기관의 위탁과 전폭적인 지원을 받아 방대한 분량의 정밀 지질 지도를 제작하는데 참여하였다.

#### 천문학
19세기의 천문학과 광학 기구의 진보로 1801년에는 소행성(세레스)을 관찰하였고, 1846년에는 해왕성을 관찰할 수 있었다.
가모프, 앨퍼, 허먼(R. Herman)은 빅뱅의 증거로 여겨지는 우주 배경 복사가 존재할 것이라는 점을 수리적으로 예측하였다. 1964년에 펜지어스와 윌슨 은 벨 연구소의 전파 망원경을 이용하여 실제로 우주 배경 복사를 발견하였다. 이러한 발견은 가모프 등이 제시한 가설을 증명하는 것이었으며, 이후 우주의 나이를 추산하는 데 중요한 자료로서 이용되었다.
초신성 1987A은 지상에서 여러 천문학자들에게 관측되었지만, 사실 중성미자 천문학(Neutrino Astronomy)의 성과였다. 이 관측은 가미오카 천문대의 중성미자 관측기를 이용하여 이루어졌다. 하지만 태양 중성미자 융제는 태양 중성미자 문제로 남아있다. 이러한 이론불일치는 표준모형과 입자물리학에서의 이론적 전환을 이끌고 있다.

#### 생물학, 의학, 유전학/진화학

DNA 복제의 세비-컨서버티브

1847년에 헝가리 의학자인 제멜바이스(Ignaz Philipp Semmelweis)는 산모가 아이를 낳기 전에 산모의 손을 씻게 함으로써 산욕열(Puerperal fever) 발열을 급격히 줄여서 출산의 안정성을 획기적으로 제고하였다. 이 발견은 질병에 대한 세균 이론(germ theory of disease)에 의해 이루어진 것이다. 제멜바이스의 연구성과는 당시에 널리 알려지지 못했지만, 1865년에 방부의 방법을 개발한 리스터에 의해 전폭적으로 수용되었다. 리스터의 논문들은 프랑스의 생물학자 파스퇴르의 이론의 기반이 되었다. 파스퇴르는 질병의 원인을 미생물임을 규명하였으며, 이러한 발견은 현대의 의학의 혁명적 발전의 토대가 되었다. 파스퇴르는 1880년에 광견병 백신을 개발함으로써 예방의학의 개념을 제시하였다. 파스퇴르는 저온 살균법을 개발하여, 여러 식품들, 특히, 우유를 통한 식중독을 예방하였다.
과학사적으로 가장 논란이 되었던 이론은 영국의 박물학자인 다윈이 1859년 자신의 저서인 종의 기원에서 발표한 진화론이다. 다윈은 인간을 포함하는 모든 생물체가 오랜 기간동안 자연적으로 진보했다는 자연선택설을 선행연구하고 이 진화론의 골격으로 삼았다. 진화론의 함언은 과학 분야 이외에서 사회에서의 적자생존론 형성과 ‘우주는 인간의 무대’라는 인식이 형성되는데 큰 영향을 미쳤다. 하지만 다윈의 진화학적 모형은 유전학연구에 직접적인 영향을 미치지는 못하였다. 1866년 모라바인 수도사인 멘델이 발견한 상속이론(Laws of Inheritance)은 20세기 초반의 유전학 연구의 중요한 기반이 되었다. 멘델의 법칙은 과학기술적 연구를 위한 기반을 제공하는 유전학 연구의 시발점이 되었던 것이다. 1953년, 왓슨, 크릭, 윌킨스는 DNA의 기본구조를 규명하였고, DNA 내부에서 생명의 발현에 관여하는 유전물질을 발견하였다. 20세기 후반에는 유전공학의 가능성이 열렸다. 1990년부터는 인간 지놈 지도를 작성하기 위한 인간 게놈 프로젝트가 시작되었으며 2010년에 마무리가 되었다. 또한 진화의 과정이 관찰되고 지놈프로젝트를 통해 그 과정이 분석되면서, 현대 진화생물학의 기초가 되었다.

#### 생태학과 환경과학

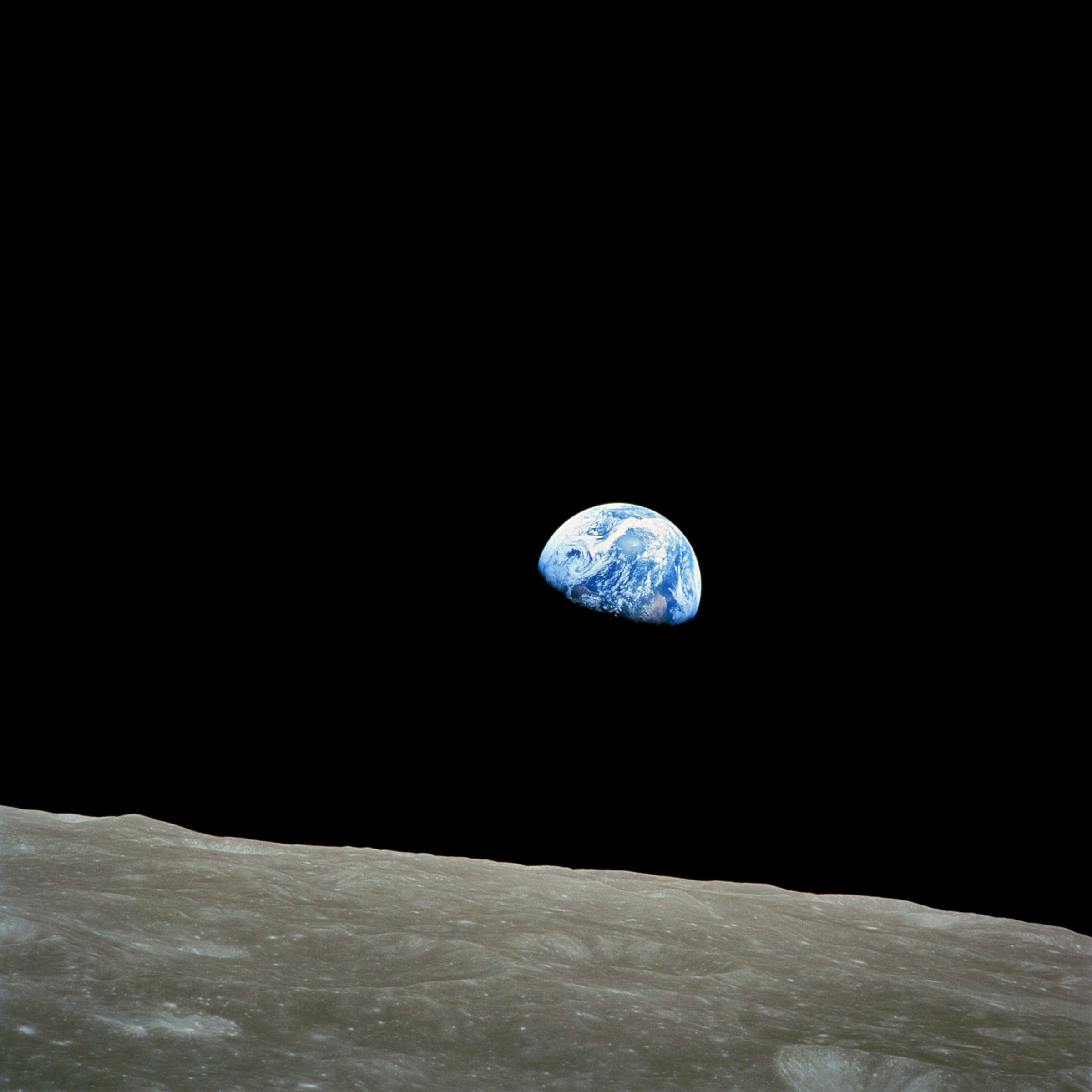
나사의 탐사선인 아폴로 8호에서 촬영한 달의 지구돋이. 이 사진은 지구의 자연 자원의 고갈가능성과 한계성에 대한 인식을 상기시켜준다.

생태학의 기원은 일반적으로 다윈의 진화론과 19세기에서 20세기 초 사이의 근대 생물지리학이 언급된다. 그러나 생태학의 대두 만큼이나 파스퇴르, 페르디난트 콘(Ferdinand Cohn)이 제시한 미생물학, 토양학에 기초한 생물지구화학적 순환의 중요성도 강조되고 있다. 생태학이라는 용어는 에른스트 헤켈이 사용하면서 널리 알려지게 되었는데, 헤켈은 자연의 일반적 현상에 대한 거시적 조망이 생태학적 사고를 확산시키는데 중요하다고 주장하였다. 1930년대에는 아서 탠즐리(Arthur Tansley)와 그의 조교가 힘에 대한 물리적 개념과 자연사적 기법을 결합하여 실험적 토양학을 구성하는 ‘생태계 생태학(Ecosystem ecology)’연구를 시작하였다. 20세기의 생태학은 1960년대에 등장하여 1970년대에 널리 퍼진 가이아 이론을 골자로 하는 생태주의에 기반하고 있었다. 최근의 생태학은 생태주의에서 ‘디프에콜로지(Deep-Ecology) 운동’으로 선회하고 있다.

### 사회과학
자연과학에서의 성공적인 과학적 방법론의 적용은 인간이 관여되는 더 다양한 분야에 대한 더 나은 이해를 위해 과학적 방법론을 적용시키도록 유도했다.

#### 정치학
20세기에, 이데올로기, 행동론주의(Behaviouralism), 국제관계학과 같은 전통적 정치학 연구는 합리적선거이론(Rational Choice Theory), 선거 제도, 게임 이론, 선거학(Psephology), 정치지리학(Political geography), 지정학(地政學, Geopolitics), 정치심리학(Political psychology), 정치사회학(Political sociology), 정치경제학, 정책과학(Policy analysis), 행정학, 평화학(Peace and conflict studies)등의 수많은 분야의 하위 정치학을 파생하였다.
21세기에는 정치학자들은 자연과학 탐구에서 흔히 사용되는 정량적 연구방법을 수용하여 정치학을 경험적으로 검증될 수 있도록 연역 모델링을 하고 있다.

#### 언어학
역사언어학은 18세기 후반에 독자 학문으로 독립하게 되었다. 문헌학자인 윌리엄 존스(William Jones)는 산스크리트어, 페르시아어, 그리스어, 라틴어, 고트어, 켈트어가 모두 공통적 요소를 갖고 있다는 이론을 제기하였다. 윌리엄 존스 이후에 세계의 모든 언어를 목록화하기 위한 노력은 19세기에서부터 20세기까지 이루어졌다. 소쉬르의 고전적 노작인 《일반언어학 강의》을 계기로 공시 언어학 연구가 촉발되었다. 공시 언어학과 언어 구조주의는 언어 간의 차이점을 묘사하던 기존의 언어학과는 달리 언어의 시간적 변화에 대한 연구를 시작시켰다. 1950년대 촘스키는 생성 언어학(Generative linguistics)의 선행연구를 기반으로 언어학을 다양화했다. 촘스키의 이러한 노력은 언어의 수학적 모델을 제시하였으며, 통사론의 묘사와 예상을 하였다. 현대의 언어학은 사회언어학, 인지언어학, 전산언어 등으로 세분화되어가고 있다.

#### 경제학

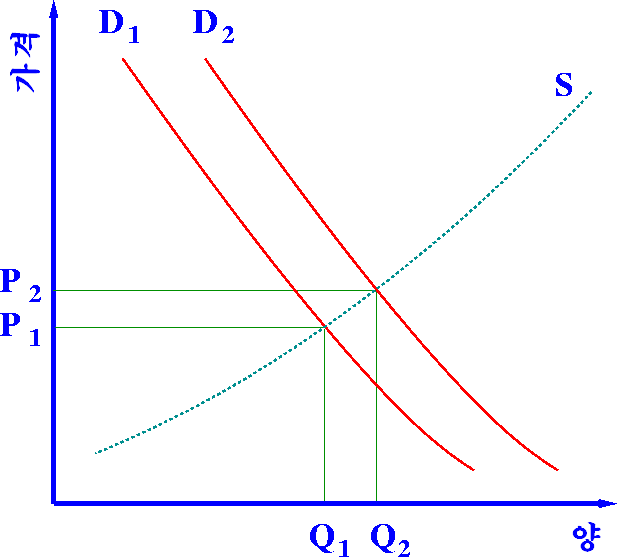
경제학에서 주요점으로 다루어지는 수요와 공급과 관련된 그래프

고전파 경제학의 기초는 1776년에 출간된 스미스의 국부론에서 마련되었다. 스미스는 중상주의를 비판하고, 분업에 기초한 자유무역을 실시해야 한다고 주장하였다. 스미스는 경제 체제는 스스로 운영된다는 것을 시사하는‘보이지 않는 손(Invisible hand)’의 개념을 제시하였다. 마르크스는 마르크스 경제학이라 불리는 스미스의 이론을 대체할 이론을 제기하였다. 마르크스 경제학은 노동가치설(Labor theory of value)을 골자로 하고 있고 재화의 가치는 그 재화를 생산하는데 필요한 노동의 양으로 평가되어야 한다고 설정한다. 이러한 전제 하에, 자본주의는 노동자에게 정당한 급여를 지급할 수 없게 되는 체제로 되었다. 한편 오스트리아 학파(Austrian School)는 기업가의 입장에서 마르크스 경제학은 경제 발전을 선도하는 것으로 보인다고 주장했다. 이들은 수요와 공급 체계에 따라 노동 이론을 재정립했다.
1920년대에 케인스는 경제학에서 미시경제학과 거시경제학을 분리하여 볼 것을 제안하였다. 케인스 경제학의 거시경제학은 개인의 선택에 절대적으로 의존하고 있던 당시 고전경제학의 문제를 극복할 수 있었다. 이 이론에 따라, 정부는 상품시장의 총수요(Aggregate demand)를 자극하여 경제 성장을 촉진해게 되었다. 세계제2차대전 이후에 프리드먼은 통화주의(Monetarism)의 개념을 제시하였다. 통화주의는 통화가 경제 활동을 통제하게 된다는 관점에서 통화의 수요와 공급을 주목하게 하였다. 1970년대 들어, 통화주의는 서플라이사이드이코노믹스(Supply-side economics)로 발전하였다. 서플라이사이드이코노믹스는 감세가 통화량을 증가시켜 경제성장을 촉진하게 된다는 이론이다.
현대의 다른 경제학파들은 신자유주의 경제학, 신케인스주의 경제학으로 등장했다. 신자유주의 경제학은 1970년대에 거시경제적 성장의 기반으로서의 공고한 미시경제체제를 강화해야 한다는 주장으로 대두되었다. 신케인스주의 경제학은 신자유주의 경제학에 대해 등장했는데, 시장의 비효율성에 대처하기 위해 중앙은행과 정부 통제의 필요성과 방법에 대해 연구하였다.
현대 경제학 교재는 “경제학의 역사”를 반영하고 있고, 이는 과학의 최종 단계는 경제학의 종합으로 이루어지고 있다. 최근에 들어 국부론의 중요 내용으로 여겨졌던 ‘보이지 않는 손’은 그 지위를 상실하게 되었고, 스미스의 주장은 재해석되었다. ‘보이지 않는 손’은 오로지 “효율성”의 개념으로 인식되게 되었다. 또, “개인의 의도”를 빈도로 보게 되었는데, 이는 경쟁이 가격을 떨어뜨린다는 것을 전제로 하고 있는 것이다. 이러한 해석에서 ‘보이지 않는 손’은 ‘외국 산업을 위한 국내산업의 지원’개념 인식을 촉진하였다. 부에 대한 열린 개념은 스미스에 의해 규정된 이후 최근까지 재조명된 적이 없었다. 최근에 부는 시장의 총량을 결정하는 노동력의 분업과 노동의 비효율적 비율에 의해 결정된다고 보고 있다.

#### 심리학
19세기 말엽에 심리학 연구가 시작되었다. 1879년은 심리학이 독립학문으로 시작된 것으로 여겨진다. 1879년 분트가 최초로 심리학 연구만을 위한 연구실을 설립하였다. 분트 이외에 초기 심리학 발전에 지대한 기여를 한 학자는 에빙하우스, 파블로프, 윌리엄 제임스, 프로이트가 있다. 특히, 프로이트의 연구 성과가 심리학 발전에 미친 영향은 막대하여, 현재까지도 그의 이론은 주요한 것으로 여겨지고 있다.
20세기에는 프로이트의 이론이 비과학적인 것으로 보기 시작했으며, 에드워드 티츠너(Edward Bradford Titchener)는 프로이트의 이론에 반하는 이론을 제기하였다. 티츠너의 심리에 대한 원자적 접근은 존 왓슨(John Broadus Watson)에 의해 행동주의로 발전하였으며, 스키너에 의해 체계화되었다. 행동주의는 인식론을 제기하였는데, 이는 제약적이던 심리학 연구의 경계를 확장하였다. 현재 심리에 대한 과학적 지식은 형이상학으로 여겨지고 있으며, 궁극적인 성취는 불가능한 것으로 여겨지고 있다.
20세기 말엽 인간 심리학에 대한 새로운 융합적 접근은 인지과학이라는 학문으로 나타났다. 인지과학은 심리학, 언어학, 컴퓨터 과학, 철학, 신경과학적 방법을 동원하여 심리를 연구하였다. 양전자 방출 단층촬영, 전산화단층촬영(X-ray computed tomography)과 같이 두뇌의 정신 활동을 시각화할 수 있는 새로운 방법들은 연구자들에게 새로운 지평을 제공했다. 이러한 새로운 조사방법은 인간 정신 세계에 대한 새로운 인식을 하게 하였으며, 이러한 인식에서 파생된 연구성과는 인공지능을 개발을 위해 이용되고 있다.

#### 사회학
이븐 할둔은 최초의 사회학자로 여겨진다.. 현대적인 사회학은 19세기 초반 세계적으로 학문 현대화 바람이 불 때 나타나게 되었다. 뒤르켐과 같은 초기 사회학자들은 사회학의 목표를 구조 기능주의(Structural Functionalism)의 확립을 통한 사회적 단체의 복잡한 결합을 이해하고 그 결합 관계를 해석하는 것으로 설정하였다. 베버는 사회현상에 대해 개인 간의 인식 차이를 해소하는 용어 정의와 같은 이론화(Rationalization)를 통해 사회를 발전시킬 수 있다고 주장하였다. 게오르크 지멜, 듀보이스(W. E. B. Du Bois)와 같은 사회학자들은 미시사회학(Microsociology)과 정량화의 길을 열었다. 미드와 그의 조교 허버트 블루머(Herbert Blumer)가 행한 미국 사회의 중요 역할에 대한 미시적 접근은 상징적 상호작용론(Symbolic Interactionism)이라는 새로운 사회학적 분야를 파생하였다.
1940년대부터 1950년대까지 이루어진 미국에서의 사회학 연구는 파슨스에 의해 급속히 팽창하였다. 파슨스는 구조적 통합을 촉진하는 사회의 조각적 일면이 기능적이라고 주장하였다. 이러한 구조 기능주의(Structural Functionalism)적 접근은 1960년대에 반박에 직면하였는데, 당시 사회학자들은 이러한 접근을 현실의 불평등을 합리화하려는 것에 불과하다고 비판하였다. 이러한 비판의 일환으로, 마르크스의 사상에 기반한 갈등이론(Conflict Theory)이 제기되었다. 갈등이론은 사회를 각기 상이한 집단들이 자원을 취득하기 위해 경쟁을 벌이는 하나의 장(場)으로 인식하였다. 이와 같은 사회학적 연구 기조에서 상징적 상호작용론(Symbolic Interactionism)이 사회학적 탐구 방법의 주요한 것으로 인식되었다. 어빙 고프먼(Erving Goffman)은 사회적 상호작용을 거대한 공연으로 보았는데, 각기 개인이 무대에 오르기 위해 자신을 꾸미고, 자기연출(Impression Management)을 통해 청중에게 자신의 의사를 전달하는 것이 사회적 상호작용이라고 보았다. 이러한 인식이 사회학의 주류적 이론으로 받아들여지고 있지만, 페미니즘, 포스트 구조주의(Post-structuralism), 합리적 선택 이론(Rational choice theory), 포스트모더니즘 등의 비주류적 접근이 이루어지고 있기도 하다.

## 과학사 연구

### 과학사 연구의 관점
과학사를 연구하는 관점에 따라 주목하는 사실과 그 사실에 대한 해석이 달라지기도 한다. 현재, 과학사를 연구하는 부류는 ‘사학자’로서의 과학사 연구와 ‘과학사학자’로서의 과학사 연구로 나뉘는데, 각 부류마다 서로 다른 관점에서 다른 연구 경향을 보이고 있다. 이 두 부류 외의 소수는 타 관점에서 과학사를 연구하고 있기도 하다. 과학사를 연구하는 관점에서 학술적으로나 논리적으로 타당한 것은 없으며, 연구하고자 하는 대상의 양상과 학자의 신념에 따라 자유롭게 관점을 택할 수 있는 것이다. 아래 네 가지 관점은 국제과학사학회에서 제시한 것으로 현재 세계에서 흔히 쓰이고 있는 관점들이다.

#### 합리적 추론의 맥락(실증주의)에서 보는 과학사

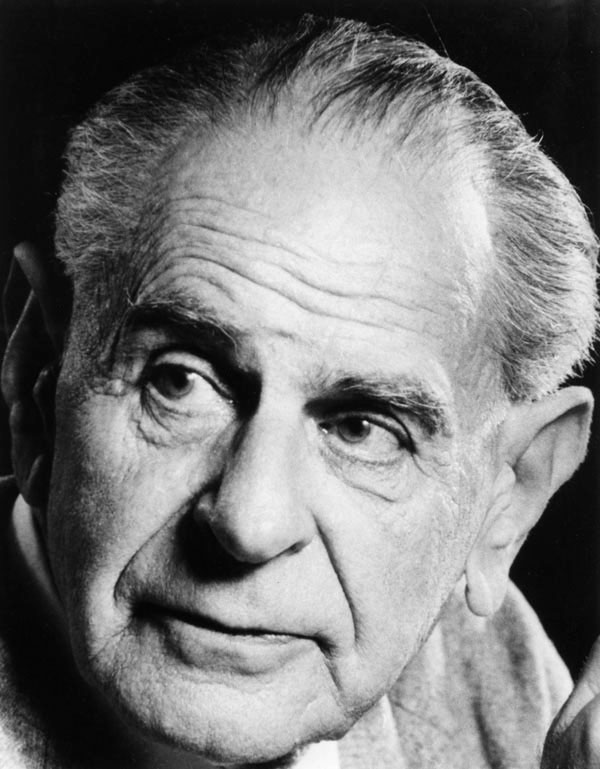
실증주의 과학사관을 정립하는 데 기여한 포퍼의 모습

오늘날의 물리학, 화학, 생물학, 지구과학 등의 분야는 지난 300~400여년간 서양에서 만들어진 역사의 산물이다. 이들 분야가 성립되는 과정에서 과학적 지식은 다른 종류의 지식보다 훨씬 보편적(일반적)이고 객관적이며, 또 유용한 것으로 인식되어왔다.
많은 과학자와 철학자들이 과학적 지식이 다른 종류의 지식과 구별되는 특성이 어떤 것인가에 대해 관심을 갖게 되었다. 그 가운데 프랑스의 철학자 콩트에 의해 19세기 중반부터 체계화되기 시작한 과학에 대한 실증주의적 관점은 많은 과학자 및 철학자들에게 주목받기 시작한다. 이 관점에 의하면, 과학은 다른 종류의 지식에 비해 객관적이고 보편적인 성격이 강하며, 따라서 경험, 관찰, 실험과 더불어 합리적인 추론의 성과들이 쌓여 가면서 점진적으로 발달해 왔다는 것이다. 많은 과학자와 철학자들이 이러한 실증주의적 과학관을 수용하였다. 20세기 전반에 국제과학사학회를 조직하고 학회지를 창간하는 등 과학사가 하나의 학문 분야로 정립되는 데 많은 기여를 했던 사튼(G. Sarton) 역시 이러한 실증주의적 과학사관을 지니고 있었다.
과학자나 철학자의 시중의 과학사 문헌들은 대체로 실증주의적인 관점을 매우 강하게 드러내고 있다. 이 만큼 실증주의적 관점은 과학사 탐구에서 지배적인 위치를 점하고 있다.
예를 들어, 실증주의를 수용한 과학자들은 갈릴레이가 엄밀한 관찰과 실험을 통하여 이를 발견해 낼 수 있었으리라고 본다. 16세기 말경 피사대학의 수학교수였던 갈릴레이가 피사의 사탑에서 돌을 떨어뜨리는 실험을 통하여 물체는 그 무게에 비례하는 속도로 떨어진다는 아리스토텔레스의 학설을 와해하는 일화는 과학이 관찰과 실험, 추론에 기반하여 발전해 온 역사임을 보이고자 하는 입장을 잘 대변하는 것이다.

#### 자연을 보는 관점의 변화(사상사)에 따른 과학사
전문적인 과학사학자들에 의한 과학사 연구들은 실증주의적인 관점과는 다른 맥락에서 과학을 바라보는 역사학적(사상사적) 접근이 주류를 이루고 있다.
사상사적 맥락에서는 과학의 변화 과정을 엄정한 관찰과 실험 및 추론의 결과로 계속 발전해 온 것으로만 보지 않는다. 그보다는 자연을 어떻게 그려 낼 것인가 또는 과학적 지식이란 무엇인가 등에 대한 학자들의 관점이 변함에 따라 과학이 변화해 왔다는 점을 강조한다.
자유 낙하 법칙을 수학적으로 기술해 내는 작업이 단순한 관찰과 경험이 쌓여 일어난나고 할 수는 없다. 그보다는 자연 현상에 대한 지식이란 무엇이고, 어떻게 그 지식을 탐구하고 표현해야 하는가 하는 문제들에 대한 관점과 사고 방식의 틀이 바뀌면서 갈릴레이와 같은 학자가 나타났을 것이다.
이 입장에서 보면 갈릴레이가 피사의 사탑에서 낙하 실험을 통해 자유 낙하의 법칙을 발견해 내는 이야기는 잘못된 인상을 심어주는 일화이다. 갈릴레이가 그 이전의 학자들과 구별되는 중요한 차이점은 그가 이전의 학자들이 시도하지 않았던 실험을 시도했다는 데 있는 것이 아니라, 자연의 변화를 수학적으로 기술하려는 새로운 태도를 지니고 있었다는 점이다. 또한 물체가 왜 땅으로 떨어지는가 하는 문제보다는 어떻게 떨어지는가 하는 문제에 초점을 맞추게 되는 지식관의 변화가 갈릴레이의 성과를 설명해 줄 수 있는 더 중요한 문제인 것이다. 따라서 갈릴레이가 자유 낙하 법칙을 생각해 내는 과정은 실제 실험의 결과라기보다는 일종의 사고 실험 이후에 그의 주장을 대략 확인해 볼 수도 있는 부차적인 과정으로 간주될 수 있다.
과학의 역사에 대한 문적들에서는 위의 사례와 같이 실증주의적인 입장과 사상사적 입장의 서술들 사이에서 불일치를 찾아볼 수 있다.

#### 사회문화적 맥락에서 보는 과학사
과학자들의 사상과 관점, 방법론 및 목표의 변화는 어떻게 하여 일어나게 되는가 하는 질문을 통해 과거 및 현재의 과학을 사회문화적 맥락 속에서 이해하려는 노력도 있다.
갈릴레이는 “자연은 수학이라는 언어로 씌여진 책이다.”라고 말하면서 자유 낙하 현상을 수학적으로 기술하려 하였다. 갈릴레이의 이러한 경향성은 15세기 말경부터 수학적인 세계관을 강조하는 플라톤적 분위기가 이탈리아를 중심으로 퍼져 있던 역사적 배경에 크게 영향을 받았을 것이다. 그리고 갈릴레이는 오늘날의 학자들과 같은 목적으로 연구하고 글을 쓰지 않았다. 연구 결과를 학술지에 출판하여 동료들의 인정을 받기 위해서도 아니었다. 자연 현상에 대한 호기심에 더해서 갈릴레이는 당시 자신을 재정적, 정치적으로 후원해 줄 수 있는 권력자들을 염두에 두고 글을 썼다. 목성 주변을 도는 4개의 위성을 망원경으로 관찰했을 때, 그는 이들을 ‘메디치의 별들’이라고 부를 것을 제안하기도 하였다. 메디치가는 이러한 갈릴레이를 궁정 수학자로 채용하여 좋은 조건에서 연구에 몰두하도록 배려하였다.
이러한 일은 권력자가 학자를 후원하고 그 자신의 위상을 높일 수 있는 사회문화적 상황 하에서 일어날 수 있는 일인 것이다.
과학적 활동이란 공백 상태에서 일어나는 것이 아니다. 과학의 방향은 학문의 후원 체계나 제도적 장치에 의해 크게 영향을 받을 수도 있다. 이렇듯, 과학의 본질과 과학에 대해 어떤 생각을 갖는지를 탐구하기 위해서는 사회문화적 맥락에서의 과학사 탐구가 요구되는 것이다.

#### 사회적 요구에 부응하려는 관점에서 본 과학사
실증주의적 입장을 수용한 과학자들이나 철학자들은 과학이 있는 그대로의 자연을 그려내려는 학자들의 노력이어야 한다고 간주한다. 과학자들은 자신이 처한 정치사회적 또는 문화적 환경의 영향을 극복하려고 노력해야 하며, 과학 외부의 영향이 개입할 경우 과학은 제대로 진보할 수 없다고 생각하였다.
이러한 사고방식이 대두된 데에는 20세기 전반에 사회주의 국가에서 전혀 다른 과학사관이 주창되었던 데 대한 반작용이 한 몫을 했다. 사회주의 국가에서 대두된 과학사관이란, 과학이 이론의 중심으로 한 지적 활동인 동시에 손으로 무엇인가를 만드는 노동의 일부이기도 하며, 과학은 인간 삶과 동떨어져 있는 자연을 대상으로 한 것이 아니라 사람들의 삶을 향상시킬 수 있는 방향을 지닐 때 제대로 발달할 수 있었다는 관점이다.
이러한 시각에서는 갈릴레이가 자유 낙하의 법칙을 발견하게 되는 가장 큰 힘을 당시의 실제적 필요성에서 찾는다. 당시 유럽에는 운하의 건설이나 축성과 같은 커다란 토목공사가 많았는데, 갈릴레이 역시 이탈리아의 운하 건설 사업이나 포탄의 탄도에 관심을 갖고 일을 하기도 했던 사실이 이러한 시각에서 중요하게 다루어진다. 학자로서 이론적인 문제들에 관심을 갖고 있었을 뿐만 아니라 장인적인 기질을 함께 지니고 있어 실제적인 문제들에 관심을 가지고 있었던 점이 갈릴레이를 성공한 과학자로 이끈 중요한 동력이었다는 것이다.

### 과학사 교육
대한민국에서는 중등교육기관의 과학고등학교에서 과학사가 정규과목으로 개설되어 있으며, 국정교과서로서 과학사 교과서가 발행되고 있다. 이 교과서는 한국교원대학교 과학교육연구소에서 저술한 것이며, 저명한 과학사학자인 박성래 한국외국어대학교 교수와 문중양 서울대학교 교수를 비롯한 각 분야의 전문가가 집필하였다. 하지만 현장에서는 과학 인문적 소양보다는 내용학적 측면이 강조되고 있어, 과학사 과목과 교과서가 채택되어 사용되고 있지는 않다.
2011년부터는 과학사 과목을 과학고등학교 이외의 고등학교에서 개설할 수 있도록 되었다. 다만, 과학고등학교 이외의 고등학교에서 사용하는 과학사 교과서는 기존의 국정교과서가 아니라 서울특별시 교육감의 인정을 받은 인정교과서이다. 현재 과학사 인정교과서는 서울특별시 교육청에서 발행하고 현대문화사에서 인쇄한 교과서 1종이며, 공급 대상자 이외에는 구입할 수 없다.
대한민국의 고등교육기관 중의 하나인 대학교에서는 비교적 중등교육에 비해서 과학사 교육이 이루어지는 편이지만, 교양수준에 그치고 있다. 전공과목 중에서 과학사 과목을 찾기 힘들며, 교양수준에서도 과학의 내용학이나 역사학을 전공한 강사·교수가 과학사 강의를 진행하고 있어서 단편적인 역사적 사실만을 전달하고 있다. 현재 대한민국의 대학교에서는 단과대학이나 학부·학과간 연계가 잘 이루어지지 않고 있어서 과학사 전공이 생기기 어렵고, 대한민국 최초의 과학자 학자인 전상훈 교수가 지적한 바와 같이 과학사 전공자의 진로가 전무하기 때문에 과학사를 전공하고자 하는 수요가 매우 적다. 그러나 서울대학교에는 과학사 및 과학철학 협동과정이 개설되어 과학사를 전공한 인재들을 양성하고 있다. 고려대학교에서도 과학기술학 협동과정에서 과학사 및 과학철학 전공과정을 개설하여 과학사를 전공한 인재들을 양성하고 있다.

## 같이 보기
- 천문학사
- 생물학의 역사
- 화학사
- 물리학의 역사
- 기술의 역사
- 노벨상 수상자 목록
- 분류:과학 학회
- 연표 목록

## 참고 문헌
- 객관성의 칼날(길리스피 저, 새물결) : 과학사 연구에서 반드시 고려해야 할 점들에 대해서 사례를 통해 제시하고 있으며, 과학사 연구의 입문서적으로 널리 사용되고 있다.
- 과학사[천재교육(교육인적자원부), 한국교원대학교 과학교육연구소] : 과학사 국정교과서로 과학고등학교의 과학사 강의에서 사용되고 있다.
- 과학사(서울특별시 교육청 저, 서울특별시 교육청) : 과학사 인정교과서로 과학고등학교 이외의 고등학교 과학사 강의에서 사용되고 있다.
- 과학사 교육에 대한 주요점(전우수 외 4인 저, 공주교육대학교 초등교육연구소) : 과학사 교육을 어떻게 다루어야 할지, 교육학적 관점에서 설명하고 있다.
- 과학사신론(김영식 외 1인 저, 다산출판사) : 과학사에 대한 교양을 쌓을 수 있는 도서로, 일반인들도 쉽게 이해할 수 있는 내용, 방식으로 씌여있다.
- 과학사총설(오진곤 저, 전파과학사) : 과학사 연구의 관점에 대해 심층적으로 다루고 있다.
- 과학사의 길목에서(전상운 저, 성신여자대학교 출판부) : 1세대 한국 과학사학자의 저서이며, 한국에서 과학사의 기반을 마련한 것에 대한 내용, 한국의 전통과학에 대한 조망의 필요성에 대해 저자는 역설하고 있다.
- 과학의 역사(버널 저, 한울) : 과학사를 총론적으로 정리한 최초의 도서라 할 수 있다.
- 과학인명사전(뉴턴 편집부 저, 계몽사) : 수많은 과학자와 과학분야의 발전적 성과를 연표로 담고 있다.
- 과학의 역사적 이해(송진웅 외 4인 저, 대구대학교 출판부) : 과학사철학과 과학사론에 대해서 학술적으로 설명하고 있다.
- 피타고라스의 바지(버트하임 저, 민음사) : 기존의 관점과는 다른 관점에서 과학을 서술했으며, 과학자가 갖추어야 할 윤리적 소양에 대해 강조하고 있다.